# Émigration géorgienne vers la France

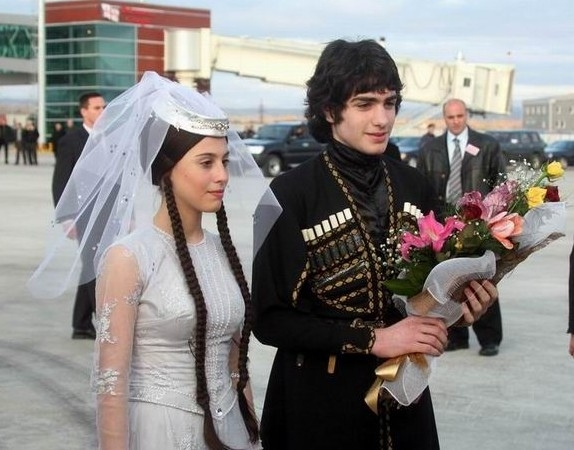
Jeunes Géorgiens en habit traditionnel

L’émigration géorgienne vers la France date du début du XXe siècle, même si au XVIIIe siècle Saba Soulkhan Orbéliani et au XIXe siècle certains aristocrates libéraux comme Niko Nikoladzé ou Georges Dekanozichvili ont ponctuellement séjourné à Versailles ou à Paris.

## XVIIIeetXIXesiècles
Saba Soulkhan Orbéliani fut le premier dignitaire géorgien connu à se rendre en France : il représenta son pays deux fois à la cour de Louis XIV. Dans la deuxième moitié du XIXe siècle une poignée d'aristocrates et de révolutionnaires géorgiens séjourna à Paris ; les plus célèbres furent Niko Nikoladze (en) (1843-1928), journaliste et écrivain, qui joua un rôle essentiel dans le réveil de la nation géorgienne, et Georges Dekanozichvili (1867-1910), ingénieur des mines, qui œuvra dans les domaines économiques et sociaux.

Saba Soulkhan Orbéliani
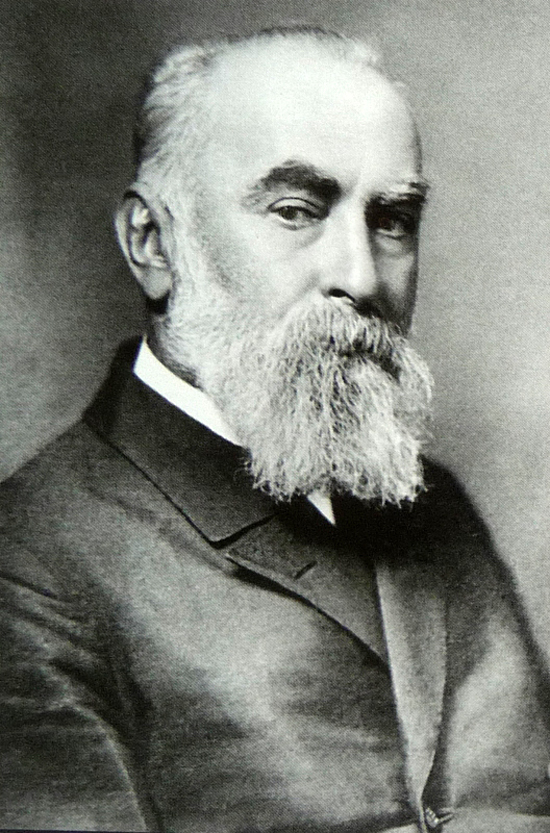
Niko Nikoladze

## XXesiècle
Après la révolution de 1905, le régime du tsar Nicolas II devient plus autoritaire : de jeunes Géorgiens, aristocrates, écrivains — Léo Chenguélia, dit Léo Kiatchéli, Mikheil Djavakhichvili (en) ou Paolo Iachvili en particulier —, ou opposants politiques, s’exilent vers l’Europe occidentale et plus particulièrement vers la France : ils sont quelques dizaines et considèrent leur expatriation comme provisoire. Certains s’installent définitivement comme Joseph Davrichachvili, qui devient pilote d'essai dans l’aviation française durant la Première Guerre mondiale sous le nom de Jean Davri, membre du service français de contre-espionnage, écrivain sous le nom de Jean Violan et résistant contre l'occupation allemande durant la Seconde Guerre mondiale.

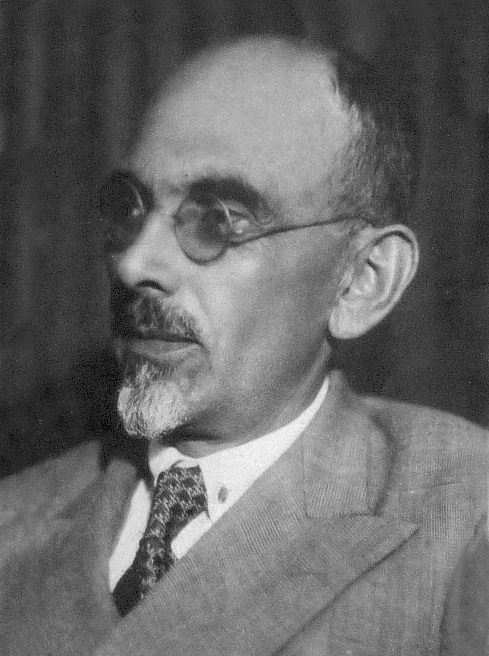
Mikheil Djavakhichvili, écrivain
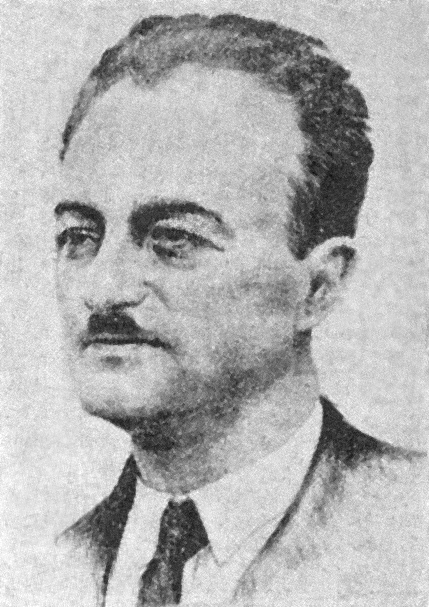
Paolo Iachvili, poète symboliste

En 1919, une nouvelle présence de Géorgiens en France est provoquée par la Conférence de la Paix. La Géorgie a retrouvé son indépendance le 26 mai 1918 et une délégation conduite par Nicolas Tchéidzé et Irakli Tsereteli, et comptant en particulier Sossipatré Assathiany et Zourab Avalichvili, tente de convaincre les puissances alliées de reconnaître la République de Géorgie et plus tard de l’admettre à la Société des Nations. Cette mission aboutit en 1921 : elle a mobilisé des effectifs de quelques dizaines de personnes qui sont intervenues à Paris auprès de l’entourage de Georges Clemenceau, à Londres auprès de l’entourage de Lloyd George, à Rome auprès de l’entourage de Vittorio Orlando, et à Genève auprès de la Société des Nations.

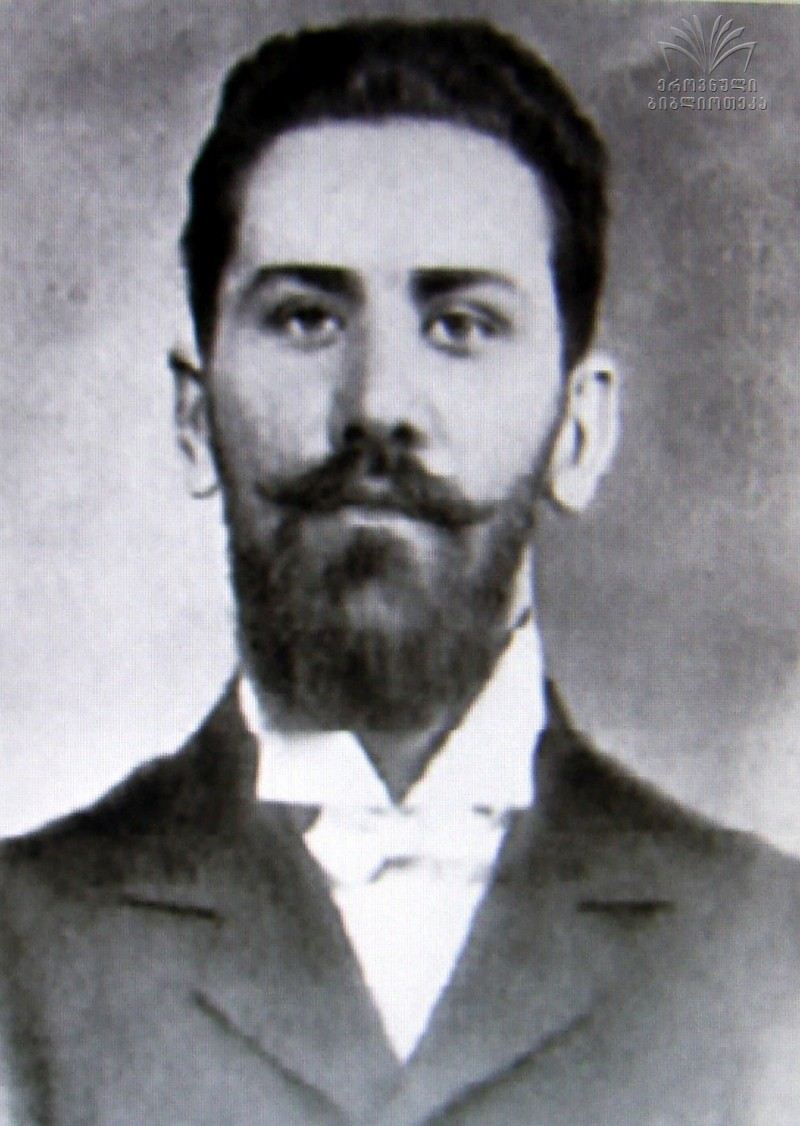
Zourab Avalichvili, diplomate (Conférence de Paris, 1919)
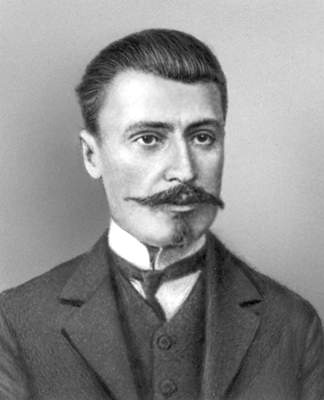
Irakli Tsereteli, ministre de la Russie et de la Géorgie (1917-1921)

Les bases de l'ouverture d'une Légation géorgienne à Paris, diplomatique et consulaire, sont ainsi jetées. Les Géorgiens ont retrouvé une certaine liberté de mouvement, aristocrates, étudiants et peintres se pressent à Paris ; quelques-uns résident un temps à Montparnasse, puis s'en retournent au pays, comme les peintres Hélène Akhvlédiani, Lado Goudiachvili et David Kakabadzé ; le peintre Chalva Kikodzé meurt de maladie; Félix Varlamichvili reste définitivement en France.

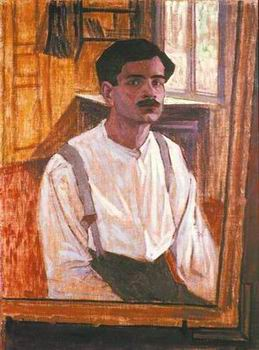
David Kakabadzé
Hélène Akhvlédiani et Lado Goudiachvili
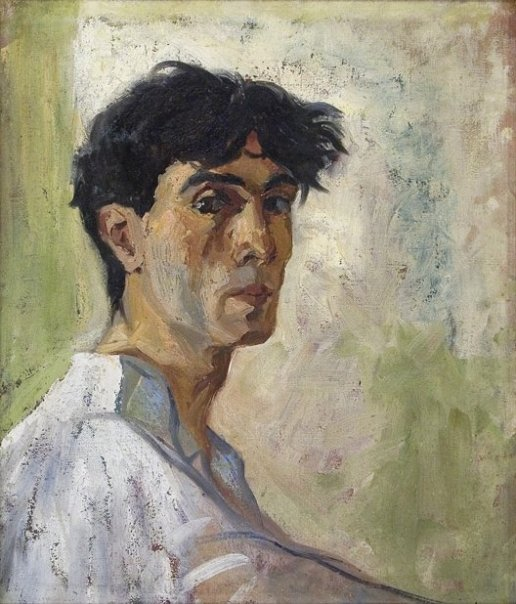
Chalva Kikodzé

,

### Émigration de la classe politique en 1921
De fait, la première véritable vague d’émigration géorgienne vers la France est déclenchée en 1921 lors de l’invasion du territoire géorgien par les armées de la Russie soviétique : une grande partie de la classe politique, une petite partie de la classe militaire et quelques centaines de citoyens s’exilent en France afin de poursuivre le combat de libération,,,.

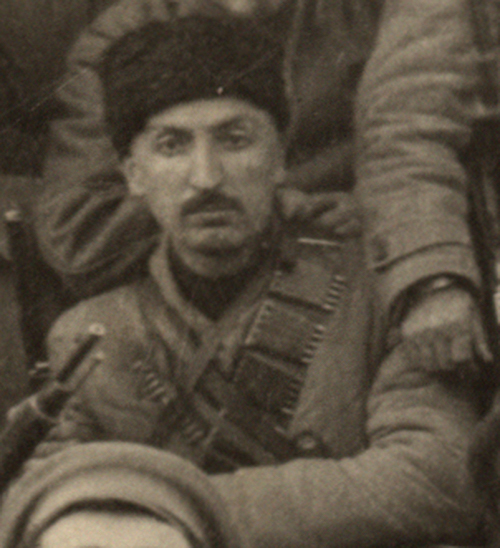
Valiko Djoughéli, Garde nationale géorgienne (1918-1921)
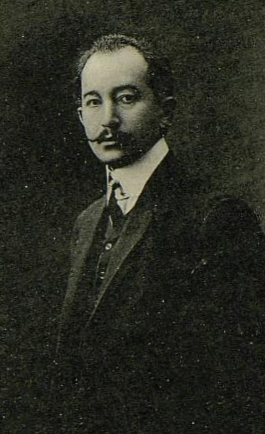
Evguéni Guéguétchkori, Premier ministre de la Transcaucasie (1918)
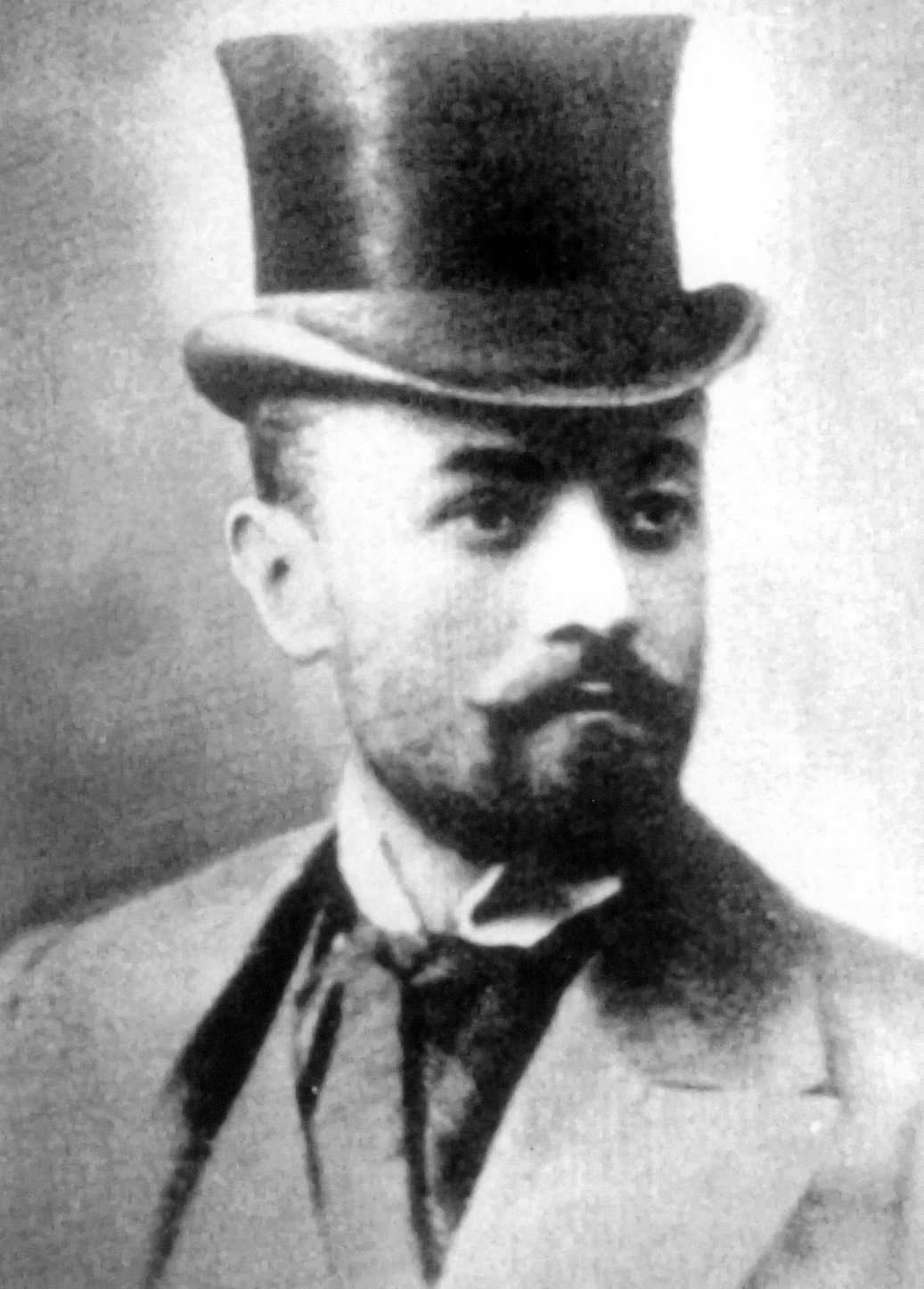
Georges Gvazava, membre d'assemblée géorgienne (1918-1921)
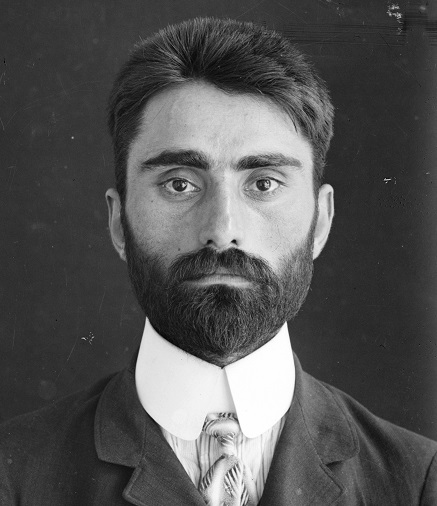
Noé Khomériki, ministre de la Géorgie (1918-1921)
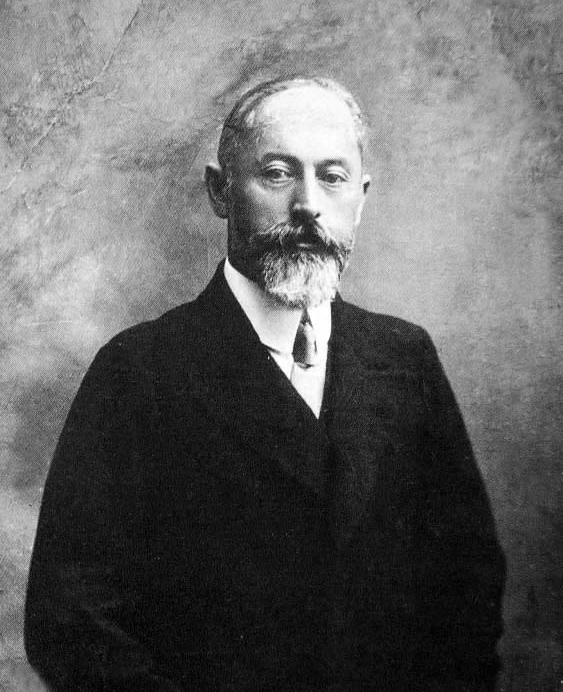
Noé Jordania, Premier ministre de la Géorgie (1918-1921)
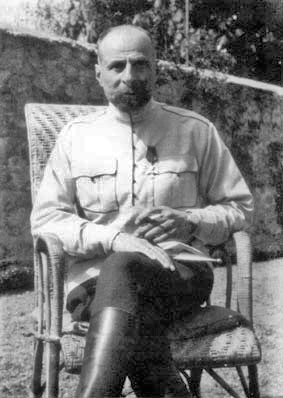
Guiorgui Kvinitadzé, général, commandant en chef (1918-1921)
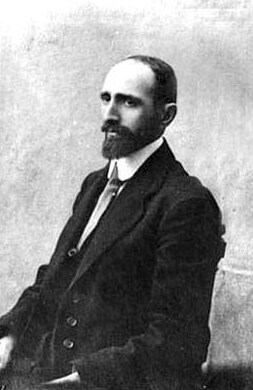
Noé Ramichvili, Premier ministre de la Géorgie (1918)
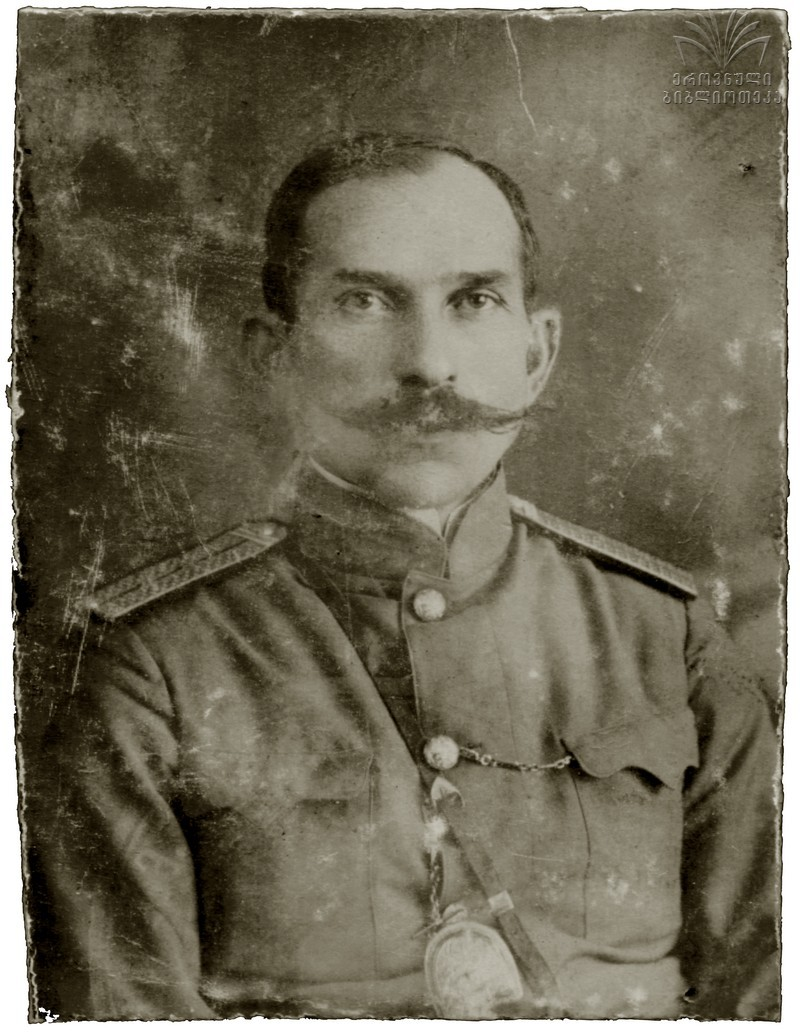
Guiorgui Mazniachvili, général (1918-1921)
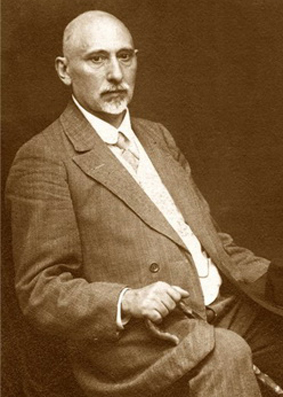
Ekvtime Takaichvili, vice-président d'assemblée géorgienne (1918-1921)
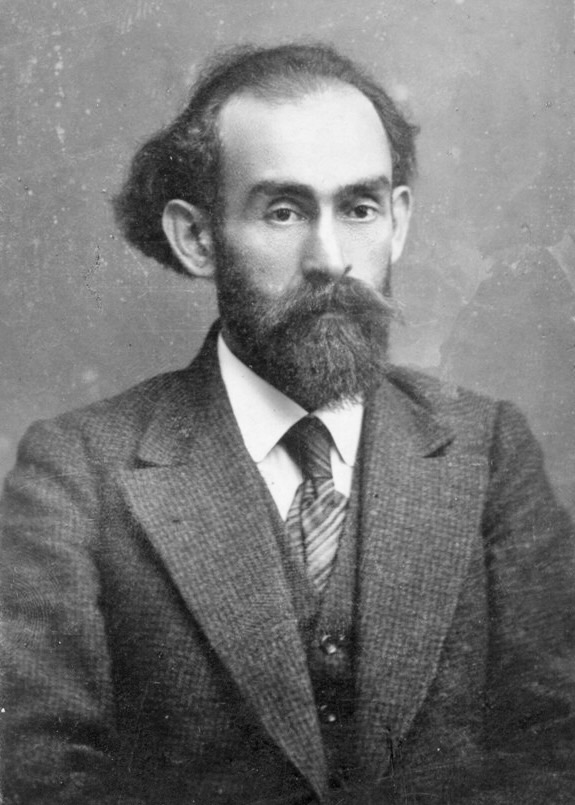
Bénia Tchkhikvichvili, président de la Gourie autoproclamée (1905)

Ils ont le statut de réfugiés politiques, de nationalité géorgienne jusqu'en 1933, année à partir de laquelle ils perdent leur nationalité sur pression de l'URSS. Certains, par fidélité à leur patrie, deviennent apatrides d'origine géorgienne, d'autres prennent la nationalité française.

### Émigration après l’insurrection nationale de 1924

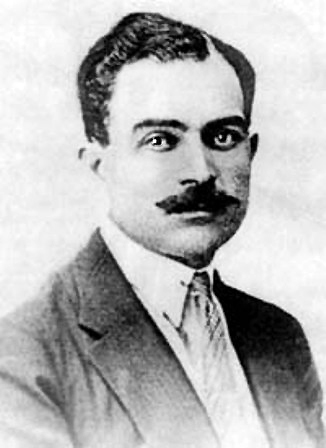
Kakoutsa Tcholokhachvili, héros national géorgien

La seconde vague d’émigration est déclenchée en août 1924, après l’échec de l’insurrection nationale géorgienne contre l’Armée rouge qui conduit à une dizaine de milliers de morts et à des déportations massives vers la Sibérie ou l’Asie centrale. Quelques milliers d’insurgés parviennent à s’échapper par la frontière turque, et parmi eux une partie du commando du colonel Kakoutsa Tcholokhachvili.
Quelques centaines sont accueillies en France. Ils sont généralement jeunes, trouvent des emplois similaires à ceux de leurs aînés, mais aussi dans le domaine automobile, Citroën, Peugeot et Renault recrutant afin de mettre en place leurs chaînes de fabrication. Le Centre de formation de Sochaux Montbéliard fixe des jeunes Géorgiens et donne naissance à un deuxième pôle d’immigration géorgienne, après la région parisienne. Comme leurs aînés, ils ont le statut de réfugiés politiques, de nationalité géorgienne jusqu'en 1933.
À la fin des années 1920, la Préfecture de police de Paris estime que la population de nationalité géorgienne immigrée en France pour raison politique est de l'ordre de 1 200 personnes. La Paroisse orthodoxe géorgienne Sainte-Nino de Paris est fondée en 1929. L'Office des réfugiés géorgiens en France est créé en 1933, en substitution à la Légation géorgienne en France fermée sous la pression de Staline : l'office reprend les missions consulaires de la légation.

### Émigration liée à la Seconde Guerre mondiale
Les Géorgiens enrôlés dans l’Armée rouge combattent l’armée allemande, souvent en première ligne : en 1942 et début 1943, les prisonniers sont nombreux et envoyés dans les camps allemands. Pour en sortir, et survivre, une bonne part accepte de devenir travailleur civil (Organisation Todt) ou de rejoindre l’Ostlegionen allemande: de mi-1943 à mi-1944, cinq bataillons de l'Ostlegionen, composés de soldats géorgiens, sont affectés au territoire français par l'État-major allemand. 200 à 300 hommes désertent et rejoignent les maquis. Différents ouvrages évoquent cette situation, et plus particulièrement celui de Pierre Kitiaschvili, acteur de cet épisode. Après la victoire définitive des Alliés, en 1945, les Géorgiens sont destinés à un retour en URSS selon les accords entre Franklin Roosevelt et Joseph Staline (ainsi qu'entre de Gaulle et Staline) et à une déportation en Sibérie au mieux. Plusieurs dizaines parviennent à y échapper et à rester en France.

### Années de Guerre froide (1945-1991)
La Guerre froide, instaurée à la fin des années 1940 et jusqu'au début des années 1980, ne permet aucun mouvement de personne entre l’Est et l’Ouest de l’Europe. Pourtant quelques Géorgiens, bénéficiant d’un appui international, parviennent à quitter l’URSS.

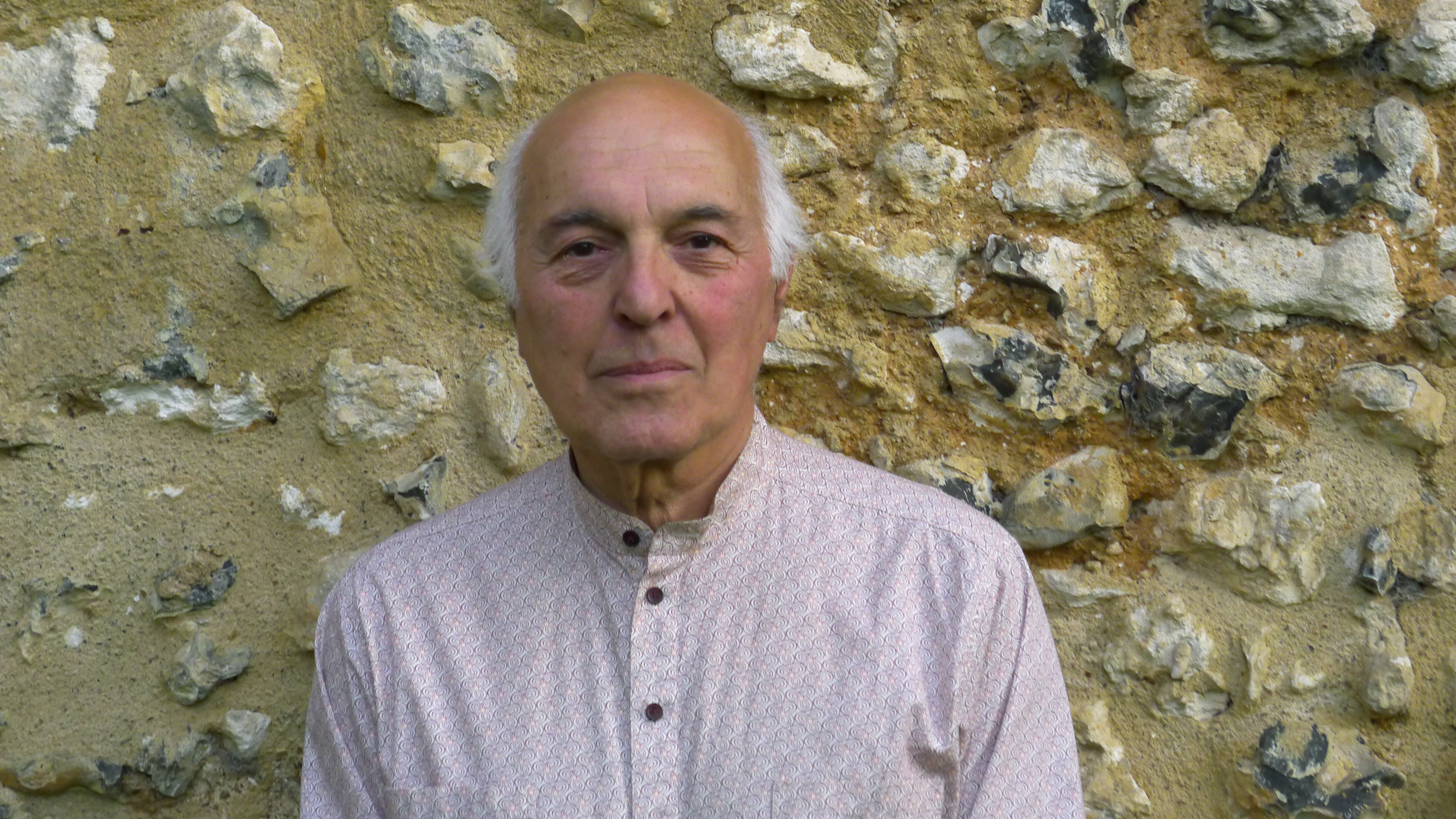
Goudji Amachoukéli, orfèvre
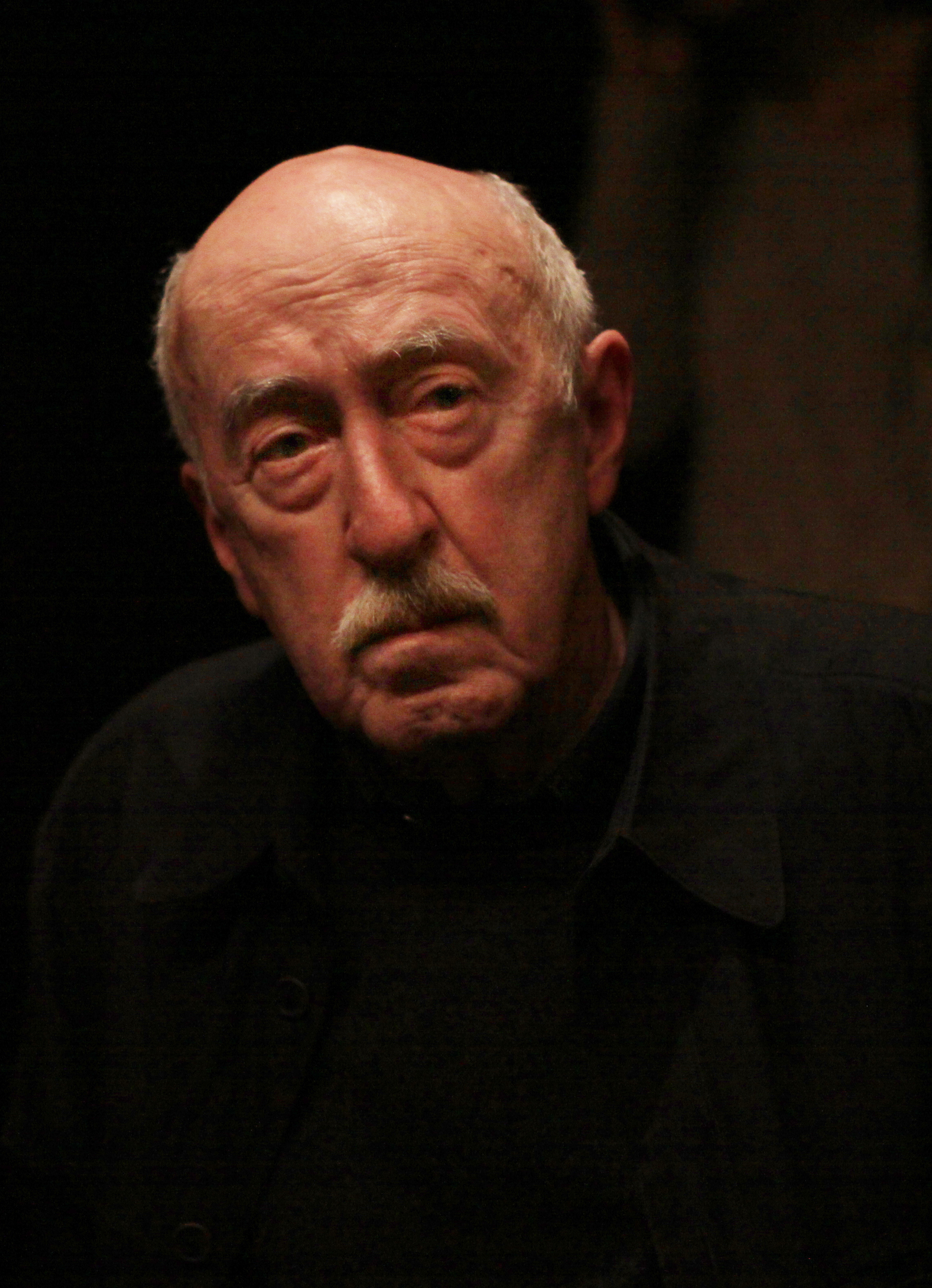
Otar Iosseliani, cinéaste

### Émigration postérieure au retour à l'indépendance (1991)
Peu après le retour à l’indépendance, des chefs de guerre locaux entrainent le pays dans une guerre civile, accentuée par les combats en Ossétie du Sud et en Abkhazie. Un premier président, Zviad Gamsakhourdia, est retrouvé mort dans des circonstances suspectes. Un second président, Edouard Chevardnadze, contesté pour son passé soviétique, contrôle difficilement la situation. Leurs partisans s’affrontent. Une nouvelle émigration politique prend naissance. Parallèlement à l’ouverture des frontières, une émigration économique se met en place, légale ou clandestine. Le territoire géorgien perd 20 % de sa population, vers la Russie (personnes d’origine russe), vers Israël ou les États-Unis (personnes d’origine juive) et vers l’Europe. Durant cette période, la France accueille quelques centaines d’immigrés géorgiens,. La Paroisse orthodoxe géorgienne Sainte-Kéthévane de Strasbourg est fondée en 1998.

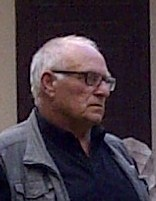
Djémal Bjalava, sculpteur
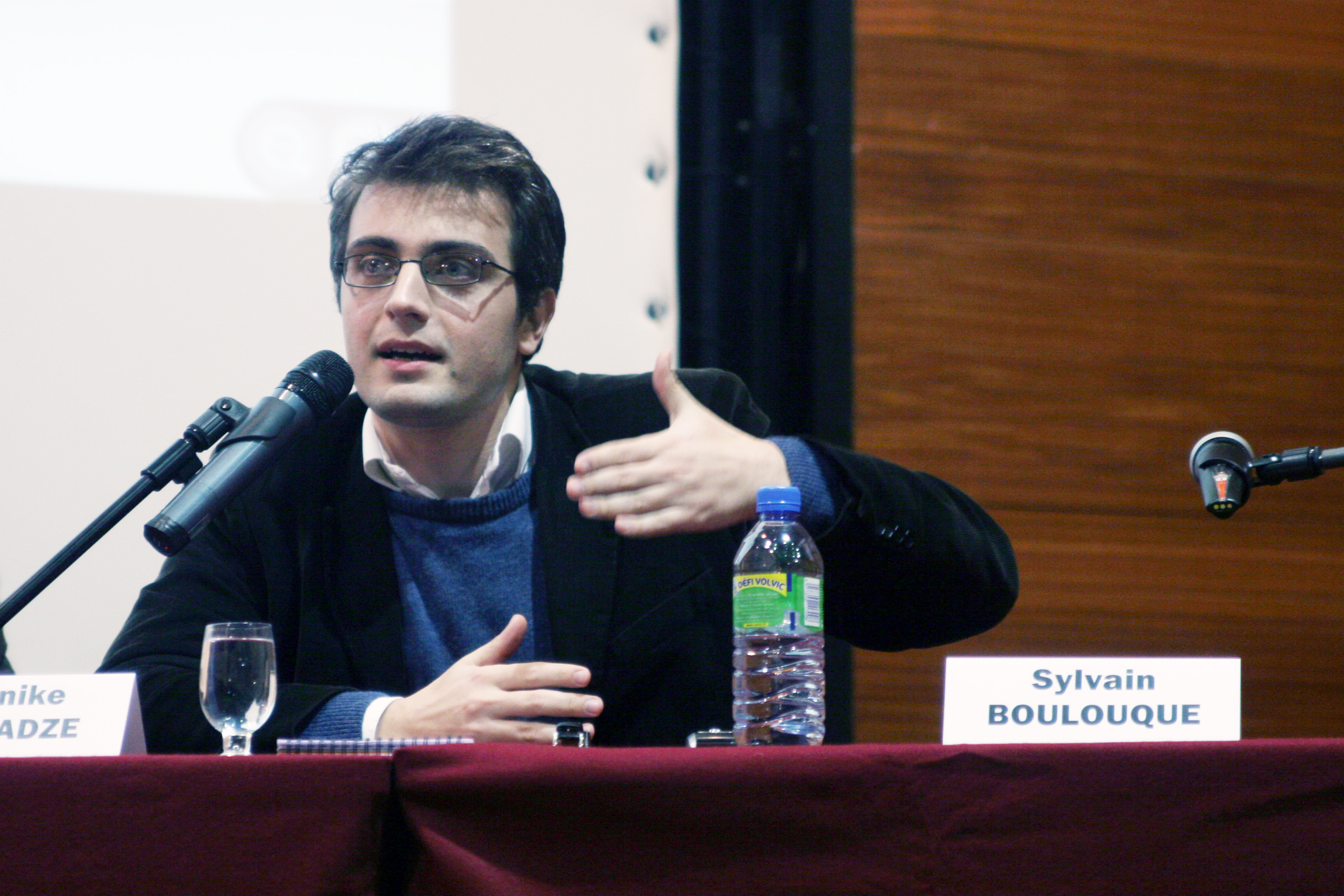
Thorniké Gordadzé, universitaire

### Intégration militaire et civile à la société française
À la suite des mariages et des naissances, la population d'origine géorgienne passe à quelques milliers de personnes dont une bonne part bénéficie de la nationalité française.

#### Armée française

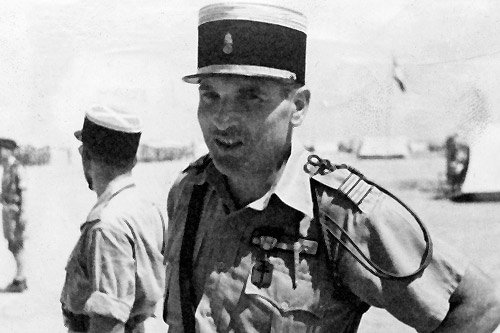
Dimitri Amilakvari, Saint-Cyrien, Légion étrangère

Sur une idée du général Maxime Weygand, les Géorgiens réfugiés en France sont en 1940 à l'origine d’une unité militaire géorgienne de l’armée française dont l’objectif est d’intervenir en Europe de l’Est : elle compte un effectif de l’ordre de la centaine. Elle est dissoute après l'Armistice du 22 juin 1940, mais un grand nombre d’entre eux rejoint les Forces françaises libres, en particulier la Légion étrangère : sept futurs Lieutenant-colonels, Dimitri Amilakvari et Alexis Tchenkéli -- tous deux Saint-Cyriens --, Alexandre Djintcharadzé, Alexandre Kintzourichvili, Georges Odichélidzé, Nicolas Tokadzé et Jean Vatchnadzé y prennent leur commandement.

#### Résistance française
La direction de l'Office des réfugiés géorgiens en France — institution officiellement dissoute par les autorités allemandes, remplacée par un Office des réfugiés caucasiens sous contrôle allemand et un Bureau des apatrides ouvert à Paris par le régime de Vichy — œuvre discrètement afin de sauver les familles juives géorgiennes : elle argumente qu'elles appartiennent à l'ethnie géorgienne et se sont converties à la religion juive. Elle étend sa juridiction à certaines familles juives originaires des Balkans, d'Asie mineure et d'Asie centrale en géorgianisant leurs noms : 243 familles sont ainsi sauvées de la déportation. Le directeur, Sossipatré Assathiany, est arrêté en février 1943 et incarcéré au fort de Romainville durant plusieurs semaines. Il est libéré sur intervention.

#### Intégration civile

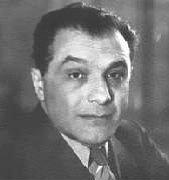
Alexander Kartveli, ingénieur aéronautique

Les exilés de la première génération sont souvent accompagnés de leur famille et subsistent économiquement grâce aux aides apportées (gouvernement polonais en particulier), au travail de la terre (domaine géorgien de Leuville-sur-Orge en Seine-et-Oise), à l’ouverture d’ateliers de production de yaourt (aliment traditionnel promu auprès de la population française), au métier de chauffeur de taxi, à d’autres métiers du tertiaire (s’ils ont eu la chance d’effectuer leurs études en France antérieurement). Quelles-uns essaient de vivre de leurs talent d'artistes. D'autres engagent des études supérieures dans des conditions matérielles difficiles et accèdent à des diplômes qui leur permettront de devenir docteur en médecine, ingénieur ou professeur d'université.
Les générations suivantes donnent à la France une Secrétaire perpétuelle de l’Académie française, des ambassadeurs de France, un ambassadeur de la République de Géorgie auprès du Saint-Siège, des diplomates, des universitaires, des écrivains, une danseuse étoile, des comédiennes, des architectes, des compositeurs, des journalistes de radio et de presse écrite, des journalistes de télévision, des docteurs en médecine, des cadres d’entreprise, des ingénieurs, des chefs cuisiniers,, etc.

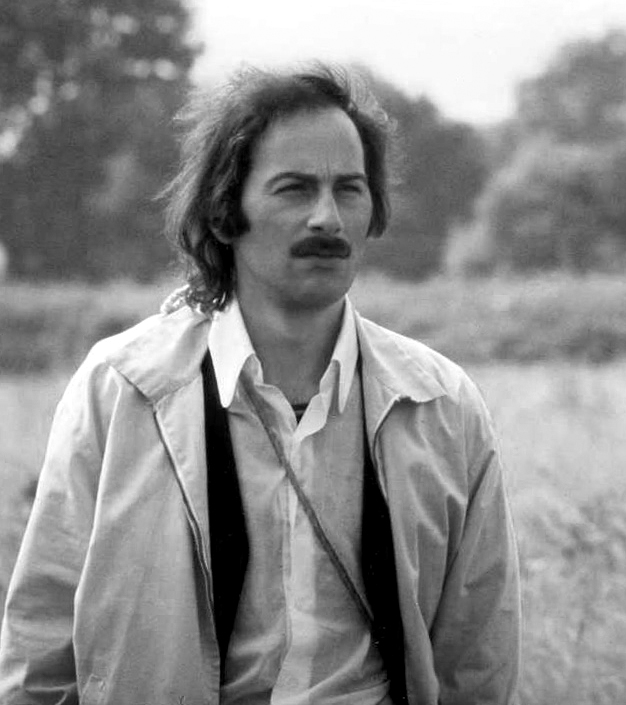
Alex Abouladzé, poète
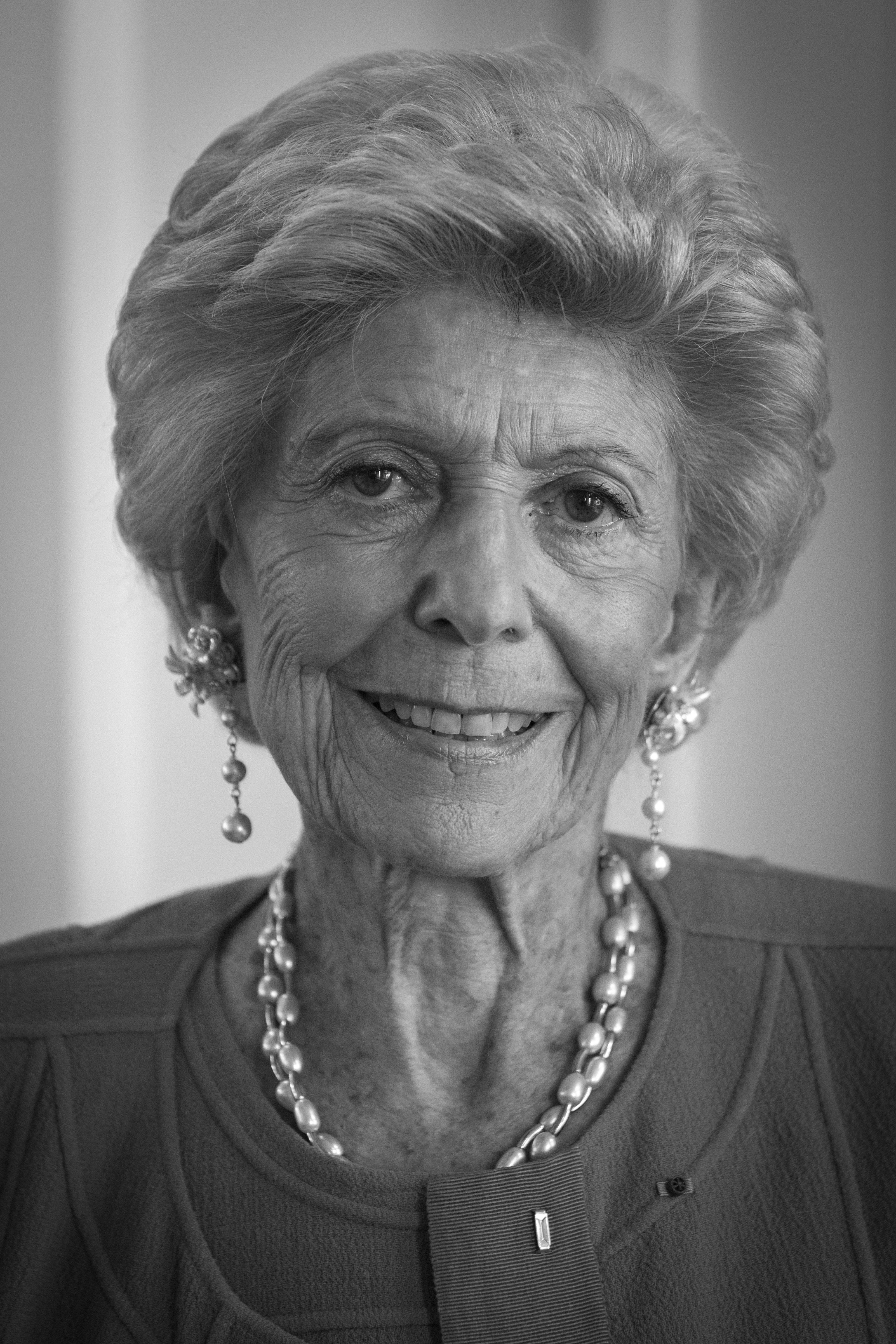
Hélène Carrère d'Encausse, femme de lettres, académicienne, députée européenne et secrétaire perpétuel de l'Académie française
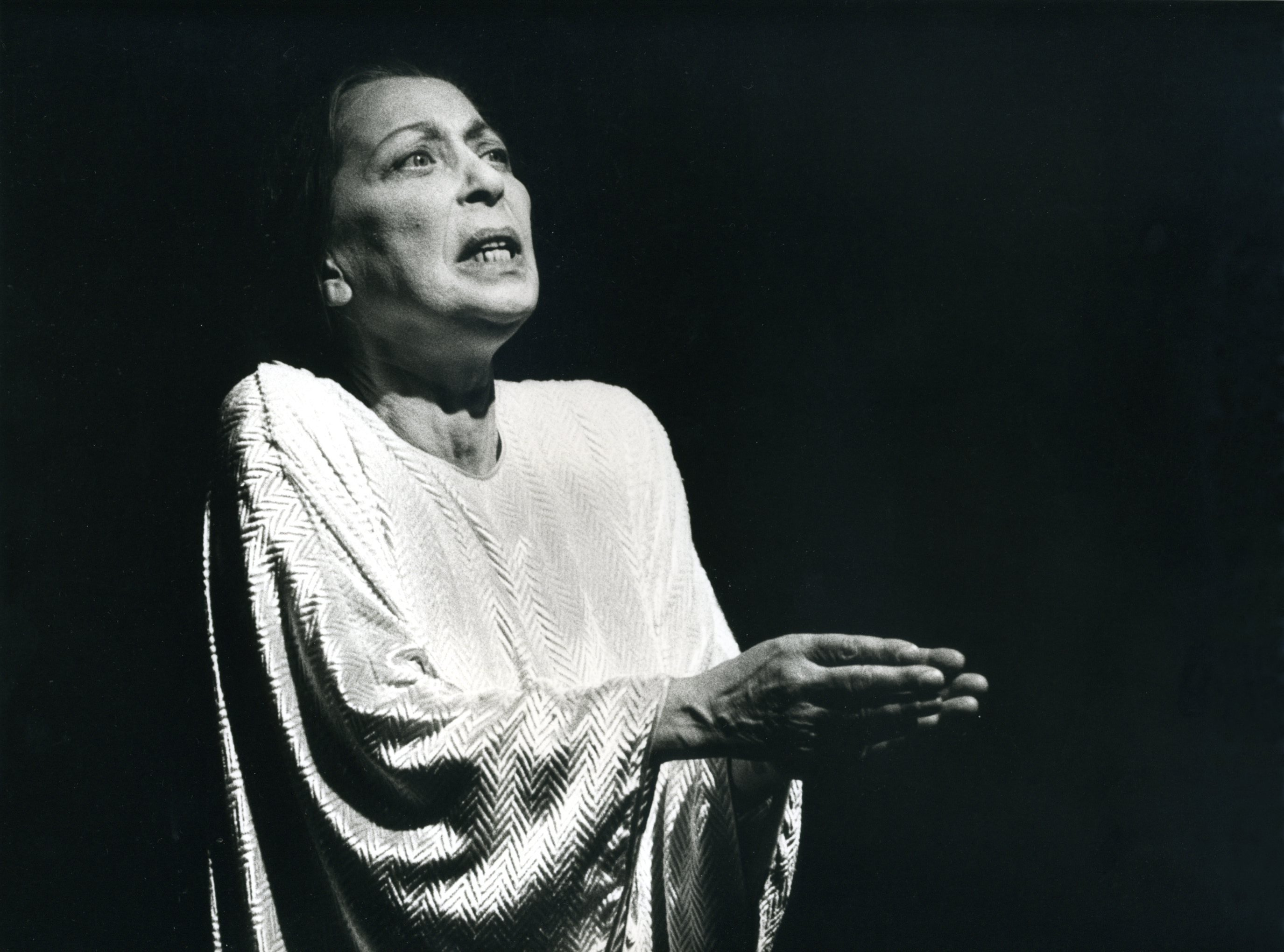
Maria Meriko, comédienne
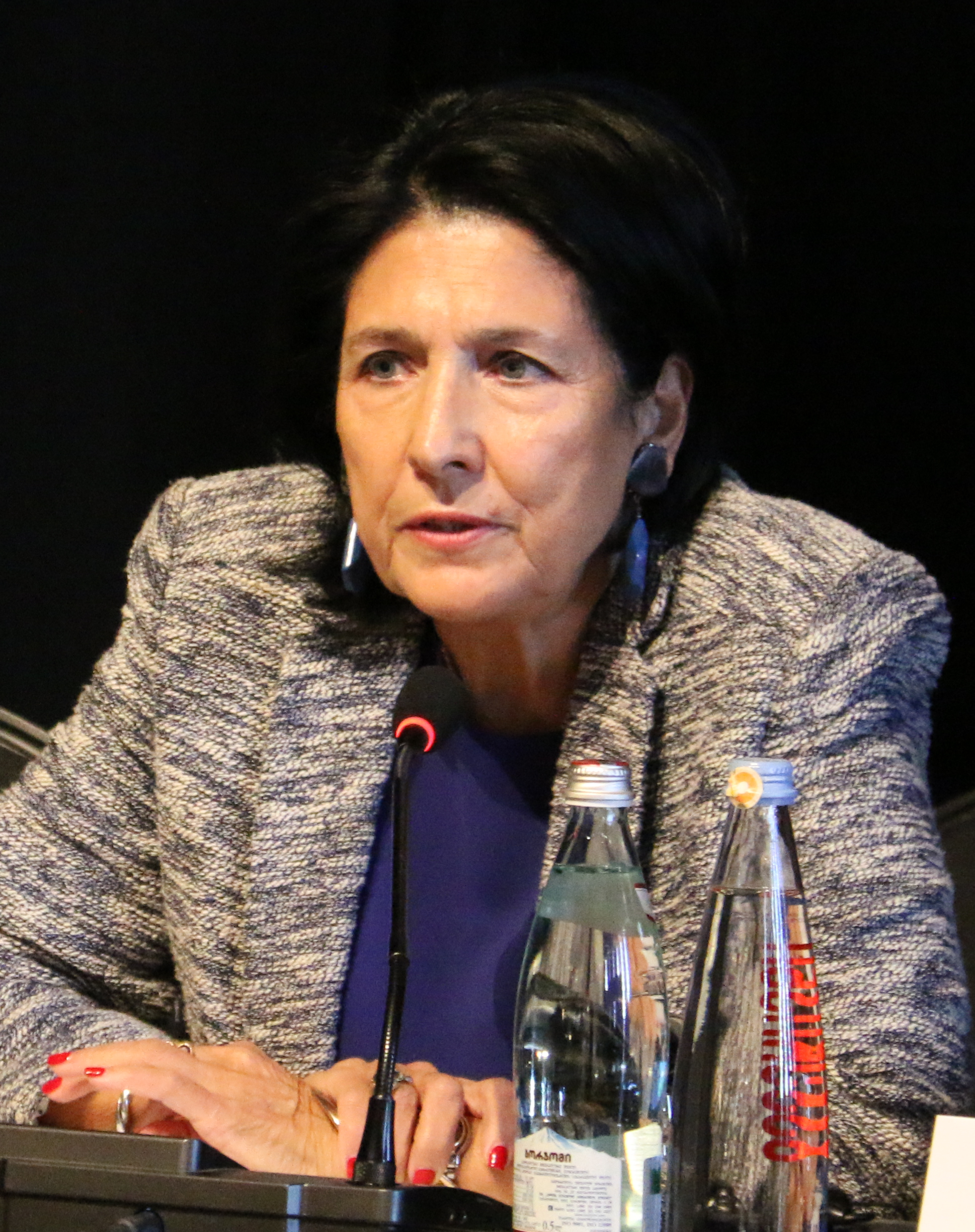
Salomé Zourabichvili, femme politique, ambassadrice de la France en Géorgie, ministre des Affaires étrangères de Géorgie et présidente de la Géorgie

## XXIesiècle

### Évolution du droit européen et français
L’accord d’association entre la Géorgie et l’Union européenne -signé en 2014- établit un cadre de coopération en matière de migration et d’asile. Le Conseil de l'Union européenne adopte le 27 février 2017 un règlement prévoyant une exemption de visa pour les Géorgiens qui se rendent dans l'Union européenne pour un séjour d'une durée n'excédant pas 90 jours, sur toute période de 180 jours. La République française promulgue le 3 décembre 2018 une loi permettant à certains citoyens géorgiens, bénéficiant d'une autorisation de séjour provisoire, de travailler sur le territoire français pour une période de 18 mois : un quota de 150 est fixé pour les étudiants et de 500 pour certaines professions,.

### Émigration des premières années 2000
De 2000 à 2013, le nombre de demandeurs d’asile géorgiens qui se présente à l’Office français de protection des réfugiés et apatrides est inférieur à 2 000 par année. Le nombre d'acceptations oscille en fonction de la politique migratoire française, et plus particulièrement du classement -ou non- de la Géorgie dans la liste des pays d’origine sûrs : ce classement accélère les procédures d’examen et durcit les conditions d’acceptation.

#### Émigration politique
L’émigration géorgienne vers la France de nature politique diminue, à l’exception de personnes persécutées d'ethnies abkhaze, ossète ou yézidi, ou menacées comme certains opposants politiques ; peuvent être cités,
- Bidzina Ivanichvili, milliardaire, opposant au président Mikheil Saakachvili et futur Premier ministre géorgien, est domicilié en France de 2002 à 2011 ; il obtient la nationalité française en 2010,
- Irakli Okrouachvili, ancien ministre du président Mikheil Saakachvili et devenu opposant, réside en France d’avril 2008 à novembre 2012,
- à l'inverse David Kézérachvili, ancien ministre de Mikheil Saakachvili, resté fidèle, n'est pas extradé de la France début 2014 à la suite du mandat international lancé par les nouvelles autorités géorgiennes après le changement de majorité.

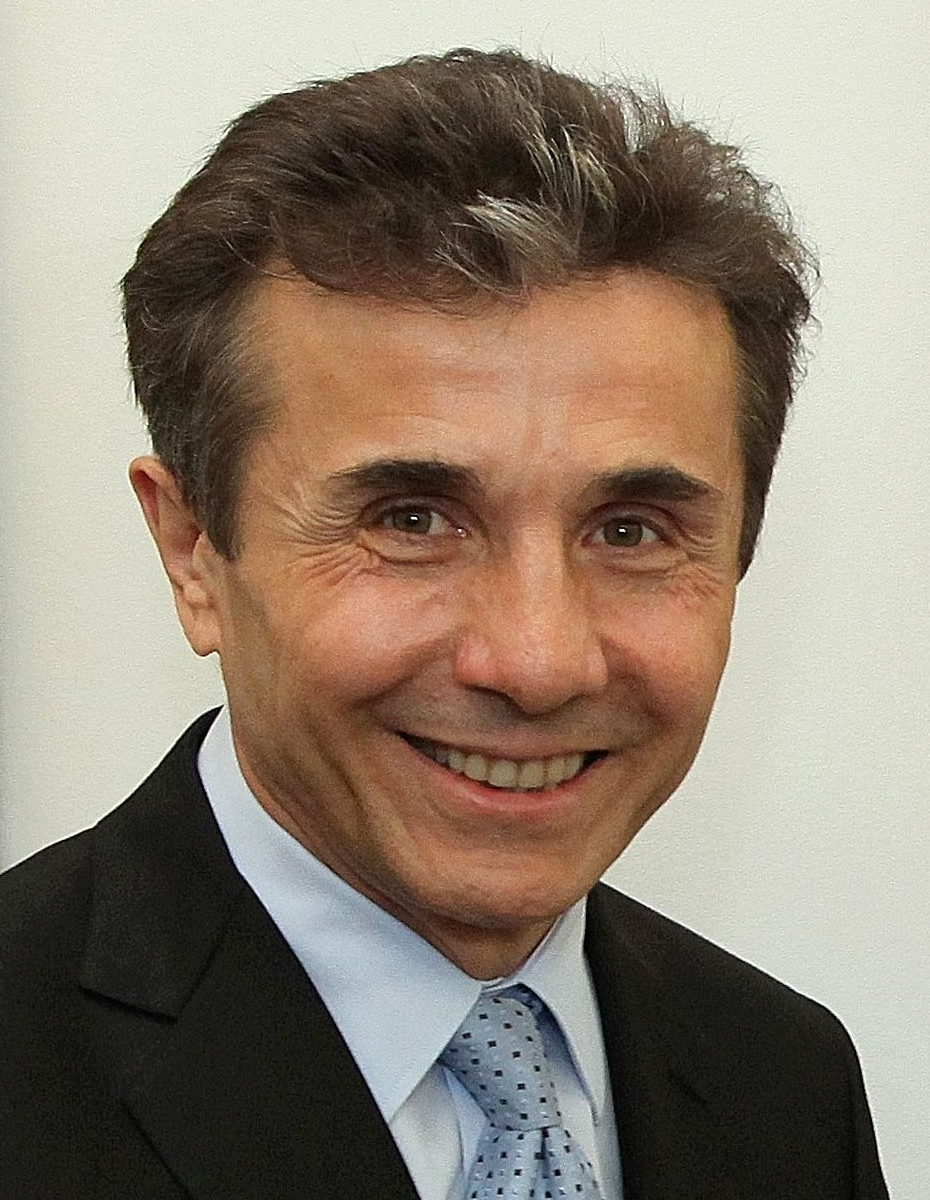
Bidzina Ivanichvili, homme politique
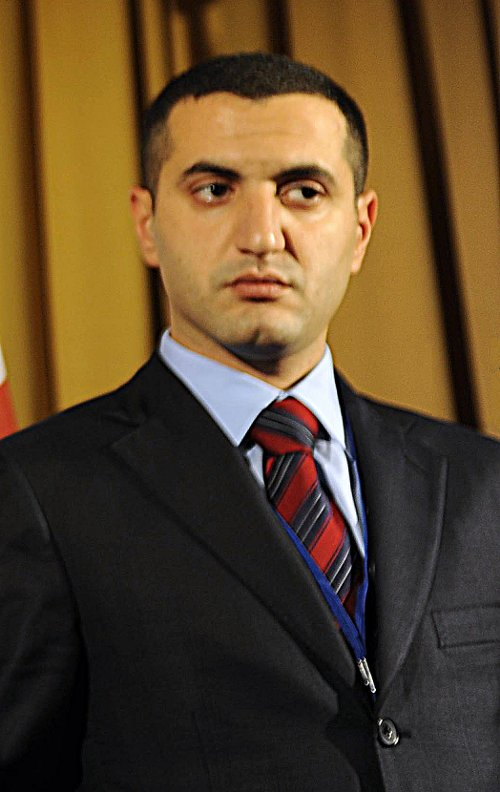
David Kézérachvili, homme politique
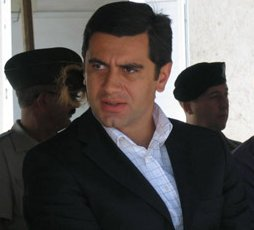
Irakli Okrouachvili, homme politique

#### Émigrations professionnelle et économique
Le nombre de demandeurs d'asile est de 1903 en 2004, puis baisse régulièrement jusqu’en 2008 à 408, et remonte à 1888 en 2012 après la guerre russo-géorgienne. La composante principale de l'émigration est professionnelle, art de la mode, arts plastiques, cinéma, échecs féminins,, musique, peinture, science (médecine, biologie, recherche), sculpture et sport de haut niveau (volley, rugby à XV, judokas champions de France,, ou champions en herbe accédant au championnat de France,,,, lutte, football). Elle concerne aussi l’enseignement de la langue géorgienne en France, notamment à l’INALCO aux niveaux licence et master.

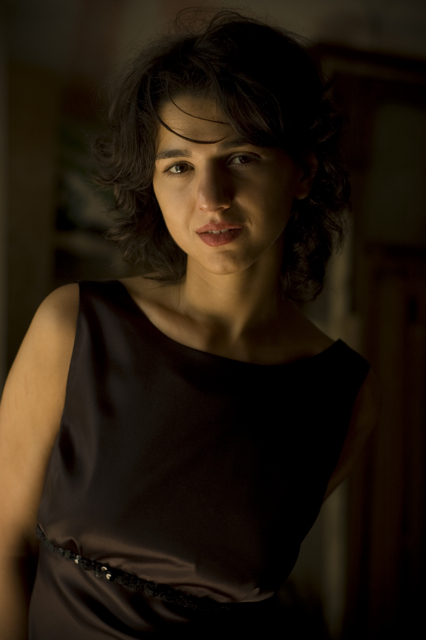
Khatia Buniatishvili, pianiste
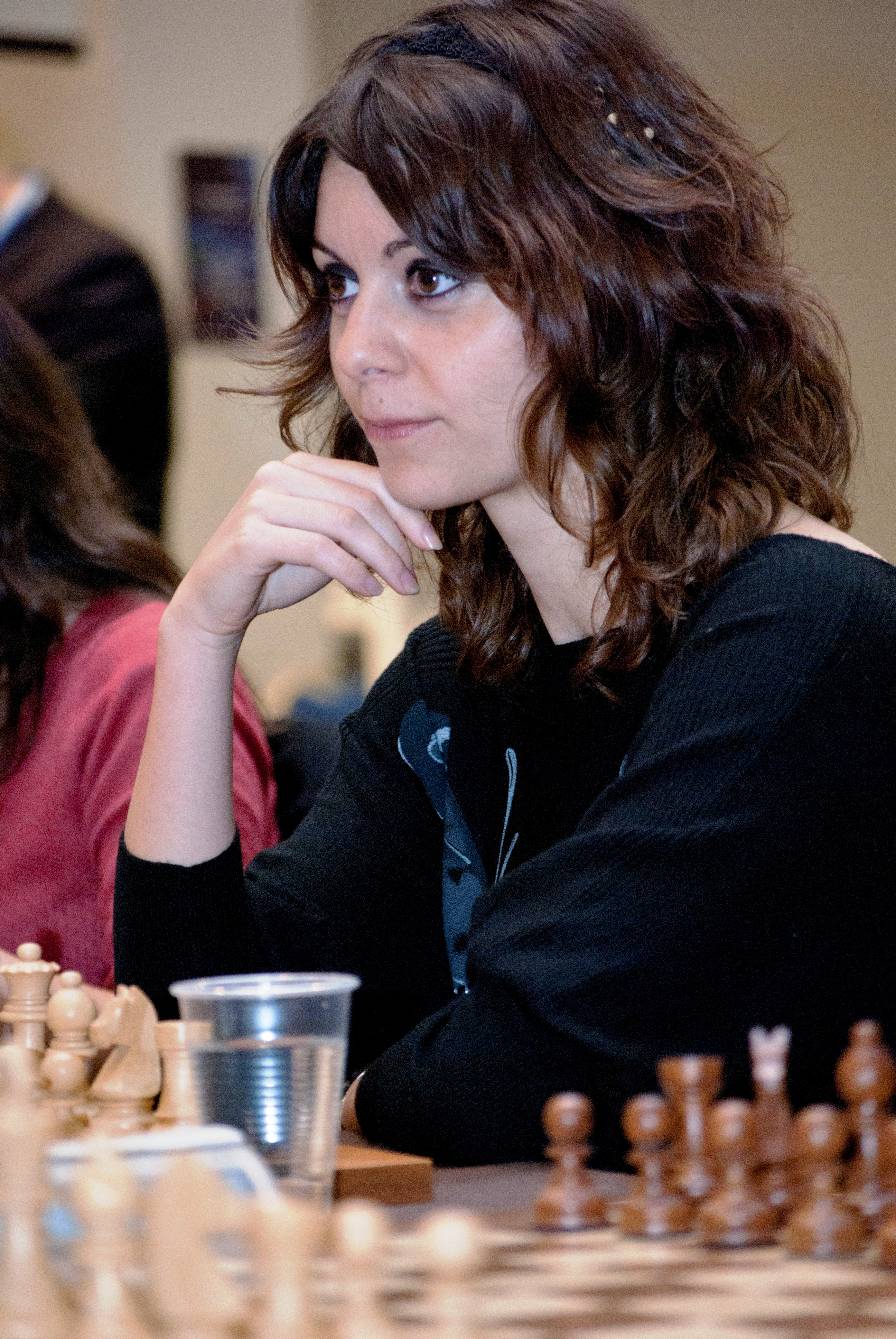
Nino Maisuradze, championne de France d'échecs
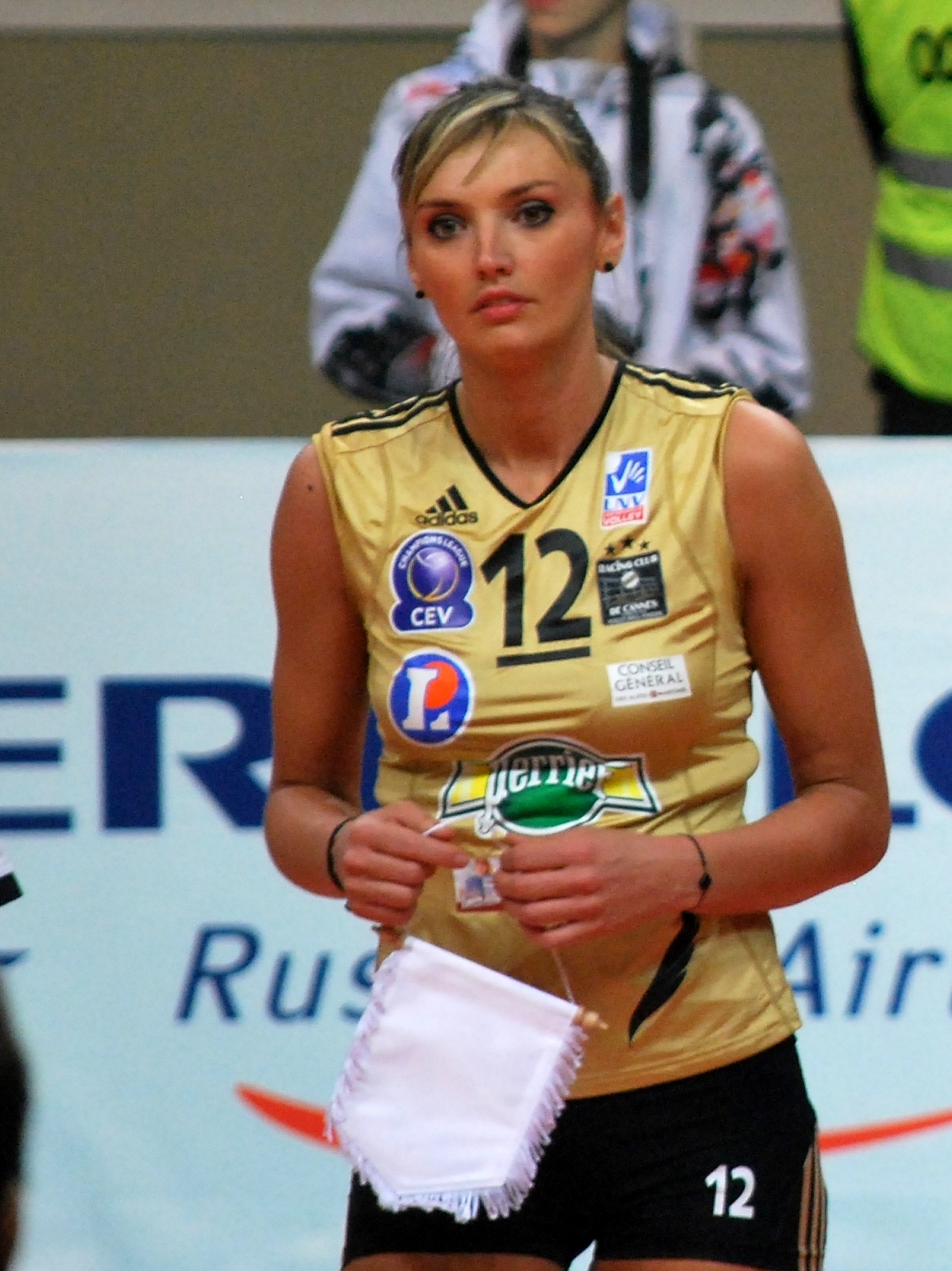
Victoria Ravva, championne de France de volley-ball

Une mention particulière est à apporter aux nombreux joueurs géorgiens de rugby à XV[Selon qui ?], expatriés dans des clubs des championnats de France depuis deux décennies et qui ont formé tour à tour l'ossature de l'équipe nationale géorgienne, la conduisant à la 12e place mondiale. Lors de la saison 2018-2019, 10 Géorgiens évoluent dans un des clubs professionnels, en Top 14 et en Pro D2 ; ils sont près de 350 à jouer dans un club français, tous niveaux confondus.

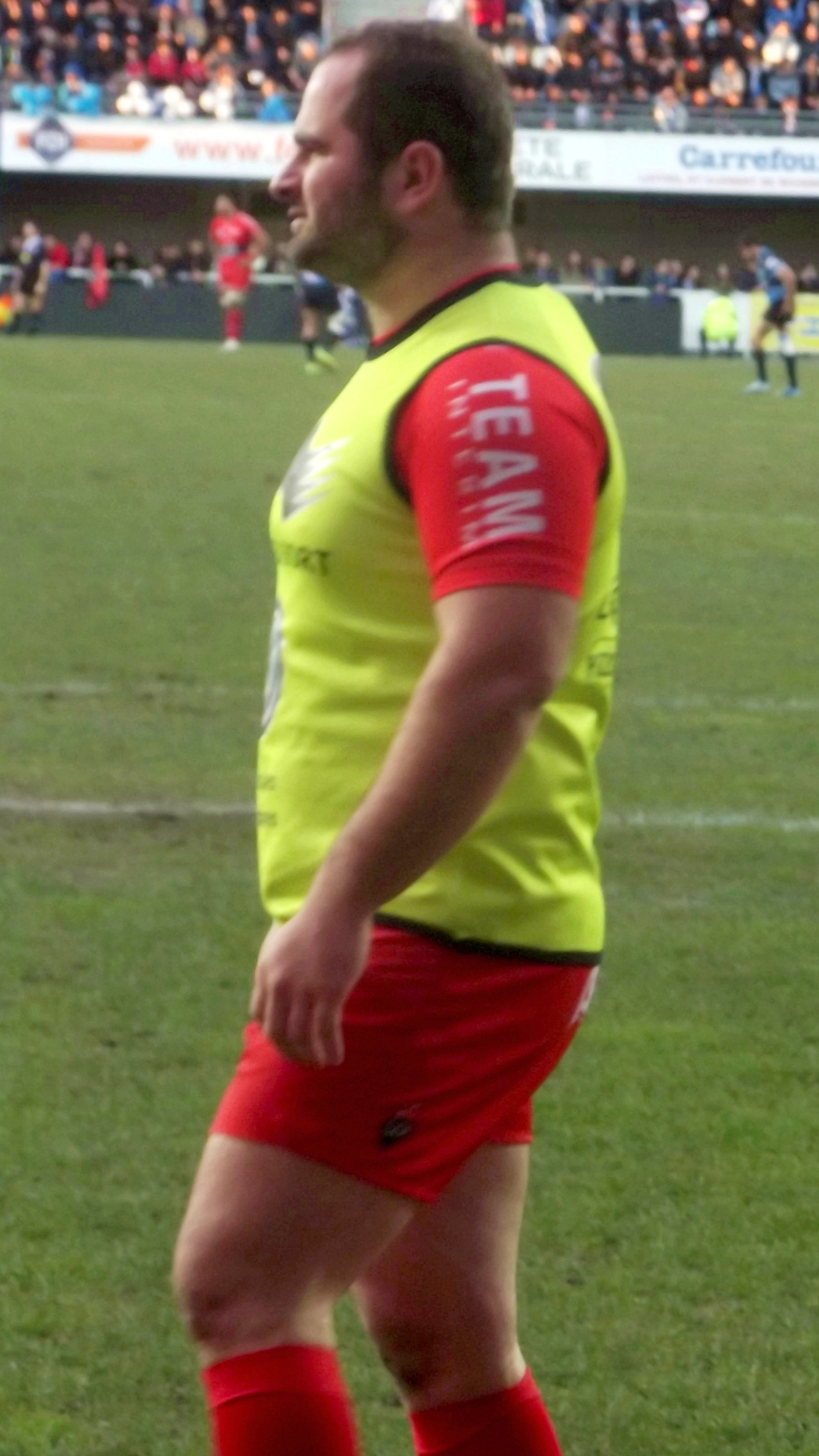
Levan Chilachava
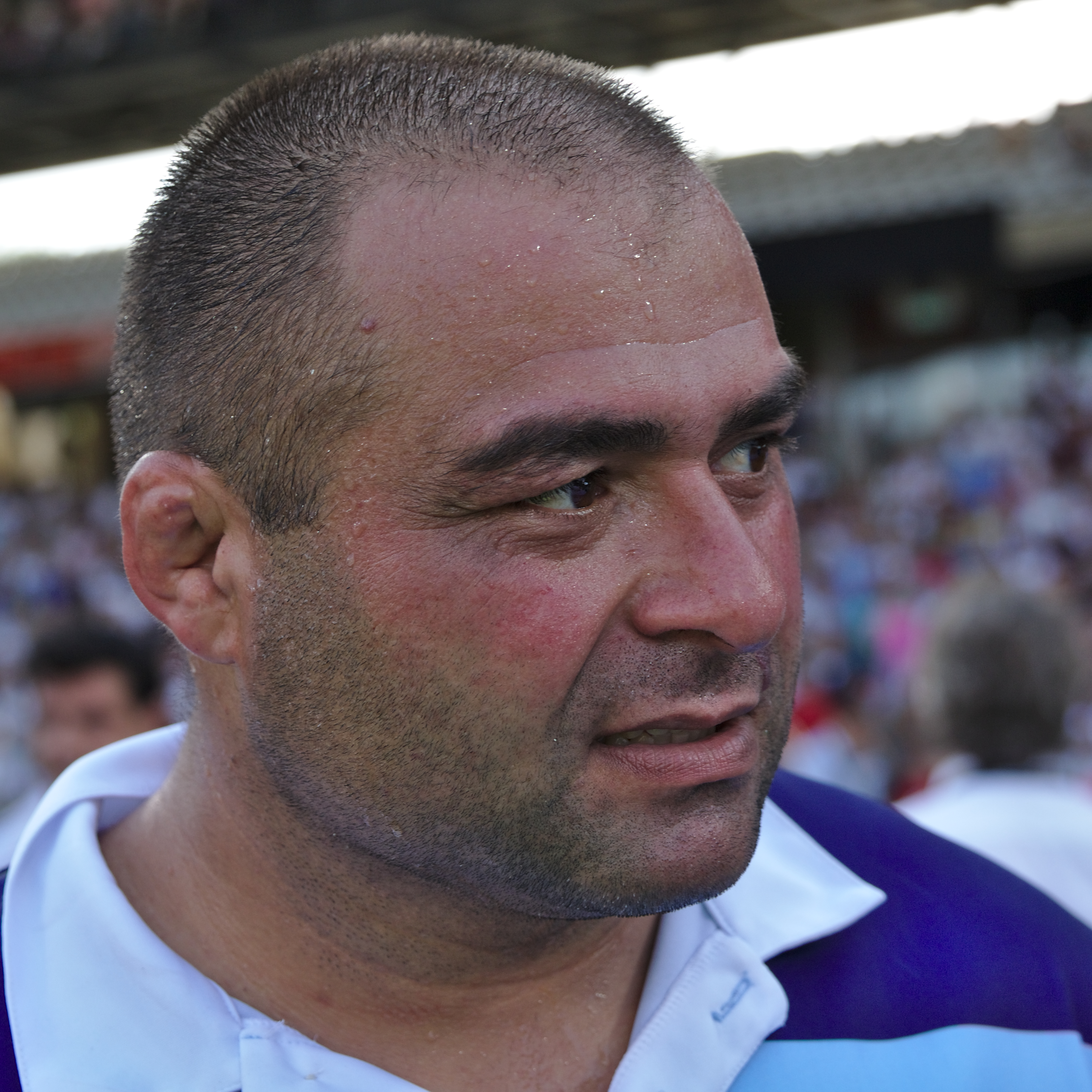
Tariel Ratianidze
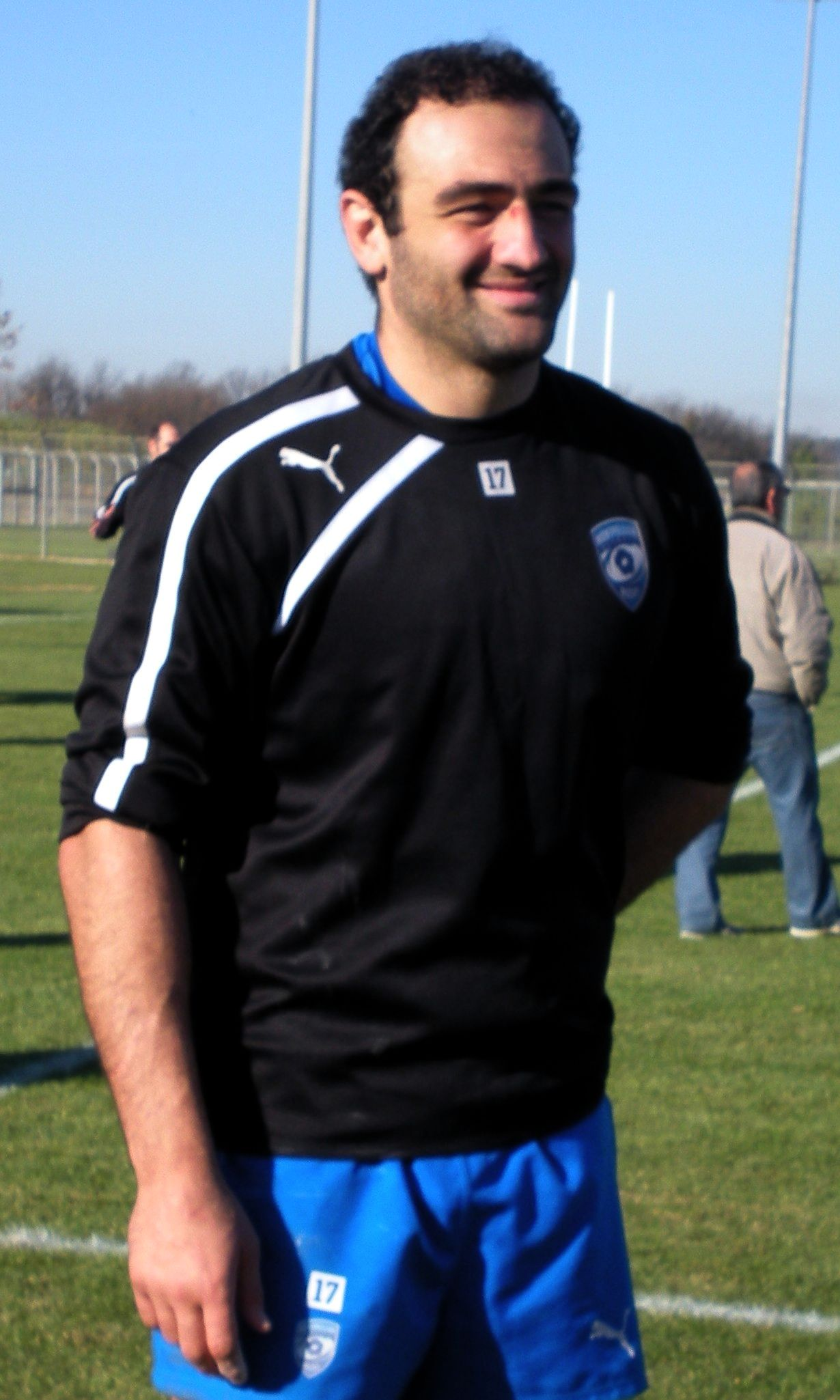
Mamuka Gorgodze
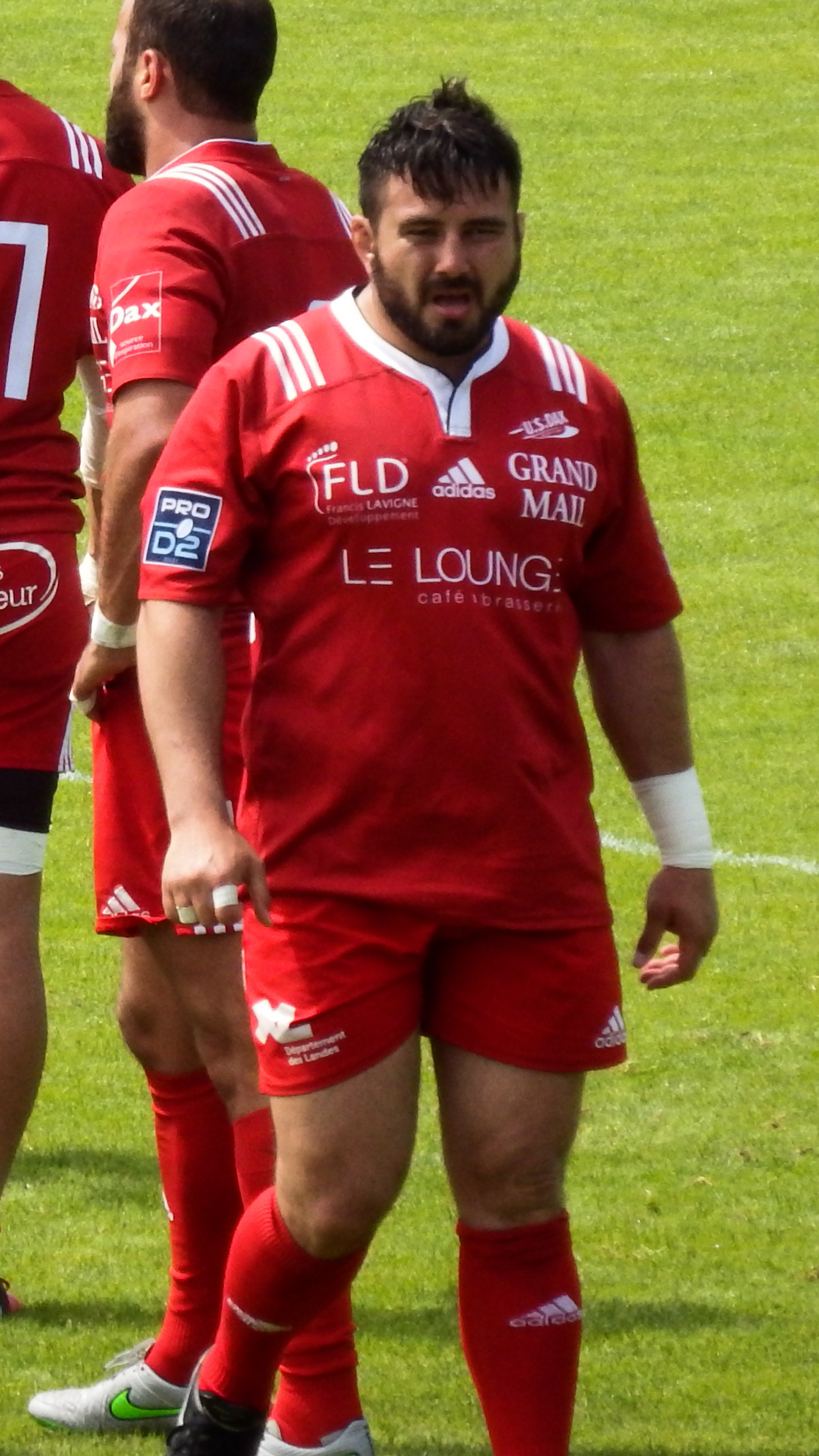
Elizbar Kuparadze
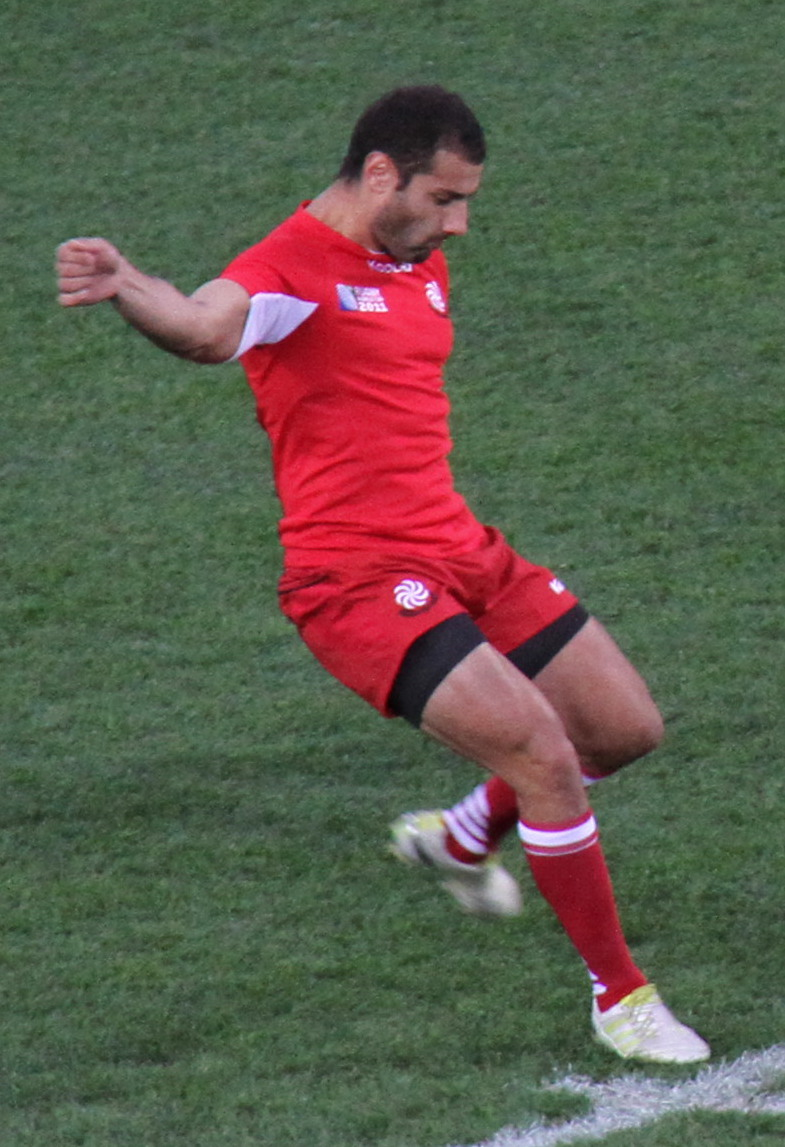
Merab Kvirikashvili
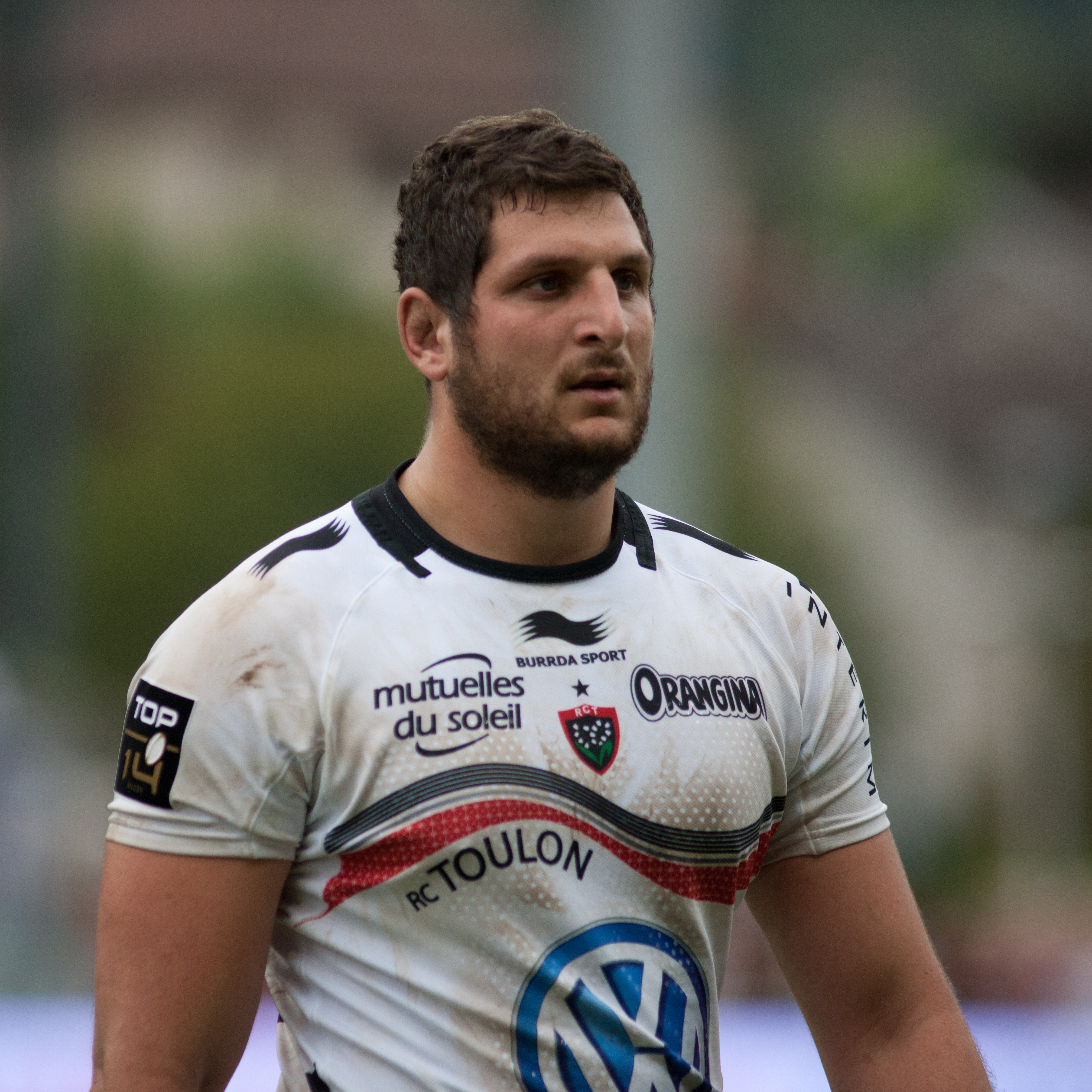
Konstantin Mikautadze
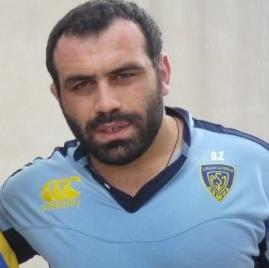
Davit Zirakashvili

Le plus fort contingent annuel d’étudiants géorgiens inscrit dans les universités françaises étudie les sciences humaines (relations internationales, géopolitique, histoire…) : il est indirectement encouragé par les initiatives de l’Ambassade de France en Géorgie (programme d’enseignement du français dans les écoles publiques géorgiennes), par l’ouverture en 2006 d’une École française du Caucase (du primaire au lycée) et par l’action quotidienne de l’Institut français de Géorgie pour la culture francophonie (bourses d’étude en France). Le nombre de nouveaux étudiants géorgiens entrant chaque année dans l'enseignement supérieur français (Mastères, doctorats ou licences, écoles de gestion, d'ingénieurs ou écoles militaires) est évalué à la centaine.

### Bilan 2013

#### Émigrations politique, professionnelle et économique
Le consulat de Géorgie en France estime que :
- 8460 Géorgiens ont été résidents légaux durant cette année,
- 2550 Géorgiens ont bénéficié d'un séjour temporaire,
- 403 Géorgiens ont bénéficié du statut d'étudiants étrangers,
- 30 Géorgiens ont obtenu la nationalité française,
- 1995 Géorgiens ont effectué une demande d'asile et 201 l'ont obtenu.

Concernant les reconduites à la frontière de personnes illégalement présentes sur le territoire français, 183 demandes de visas rapides ont été déposées et 166 ont pu être identifiées comme de nationalité géorgienne (146 et 121 en 2012).

#### Le crime organisé géorgien en France
Un facteur nuit à l'intégration aux yeux de l'opinion publique française, celui de la présence sur le territoire national — comme sur tout le territoire de l'Europe occidentale — du crime organisé géorgien, les Vor v Zakone, auteurs de multiples vols et cambriolages. Sur les personnes en détention et se déclarant de nationalité géorgienne, 286 sont identifiées, sans que l'on puisse déterminer celles qui appartiennent au crime organisé. Selon le rapport de l’Assemblée nationale française du 10 juin 2014, la coopération entre la Géorgie et la France en matière de sécurité intérieure s’est développée: 170 personnes se réclamant de la nationalité géorgienne avait été mises en cause pour des affaires criminelles durant l’année 2012 et Environ 70 Géorgiens étaient incarcérés en juillet 2013. Les médias français font régulièrement état des exactions du crime organisé. Les communautés géorgiennes en France tardent parfois à prendre conscience de l'impact psychologique de cette réalité.

### Bilan 2014
L’IDFI (Institute for Development of Freedom of Information) estime au 1er janvier 2015 l’émigration économique géorgienne à 1,6 million de personnes. Ne disposant pas de statistiques officielles pour l’émigration clandestine, il s’appuie sur les quantifications des différentes diasporas : pour la France l’estimation globale est de 30 000 personnes, plaçant ce pays en 7e position après la Russie (800 000), la Grèce (250 000), l’Ukraine (150 000), la Turquie (100 000), les États-Unis (80 000), l’Azerbaïdjan (35 000), l’Espagne (30 000) et l’Allemagne (25 000).

### Bilan 2018
En décembre 2018, la Commission européenne alerte à propos du nombre de demandeurs d'asile géorgiens : il a doublé entre le 1er semestre 2018 (9 860) et le 1er semestre 2017 (4 770), la France étant la plus concernée avec 2 700 demandes à l' OFPRA pour cette période. Sur le fond cette situation est attribuée à la pauvreté, au chômage endémique et à la difficulté d'accès aux soins médicaux rencontrés sur le territoire géorgien ; néanmoins l'exemption de visa — pour les séjours de courte durée dans l'espace Schengen — mise en œuvre en 2017 pour les citoyens géorgiens, semble en constituer un accélérateur.
En novembre 2019, la Commission de migration de la République de Géorgie constate que le nombre de migrants ayant quitté le territoire national en 2018 a atteint officiellement 76 367 personnes. Ces émigrations ont eu pour cible d’abord la Russie, ensuite la Grèce (premier pays de l'espace Schengen accessible), puis l’Ukraine, l’Arménie et l’Azerbaïdjan, et enfin des pays de l’Union européenne différents de la Grèce. Elle attribue cette situation elle aussi à l’exemption de visa (non-retour de voyageurs partis), enregistre une augmentation notable de demandes d’asile — en particulier en France — et du nombre de refus. Lors du bilan définitif, elle statue sur le nombre de citoyens géorgiens vivant illégalement dans l’espace Schengen : il aurait notablement augmenté en 2018 et aurait atteint 9 115 personnes, 7 205 hommes et 1 910 femmes, sans qu’un chiffre officiel pour le territoire français ne soit communiqué.
Le ministère français de l'Intérieur ne publie pas de chiffres globaux concernant la présence géorgienne sur le territoire français — citoyens géorgiens légalement présents et citoyens d'origine géorgienne ayant acquis la nationalité française (et qui ont perdu de fait leur nationalité géorgienne selon les lois de la République de Géorgie appliquées jusqu'au 31 décembre 2018) —.
Le ministère français de l'Europe et des Affaires étrangères publie le chiffre de 14 291 citoyens géorgiens présents légalement sur le territoire français, et une augmentation de + 188% de demandes de droit d'asile (8 000 sur l'année).

### Bilan 2019
Les tendances de l'année précédente s'accentuent et conduisent à une situation de tension entre les autorités françaises et géorgiennes. Les observateurs attribuent cette situation à 4 causes, l’insécurité face au voisin russe, la recherche de meilleures opportunités économiques, le déficit d’infrastructure médicale et l’exemption de visa pour les séjours courts. Un accord bilatéral est signé le 9 mai 2019, à Tbilissi par les deux ministres de l’Intérieur, Christophe Castaner et Giorgi Gakharia, afin d’une part d’aider à l’identification des faux touristes géorgiens en partance pour la France (mise en place d'officiers de liaison français dans les aéroports géorgiens), d’autre part de faire prendre en charge par les patients géorgiens le coût des soins médicaux délivrés en France, et enfin de faciliter les mesures d’expulsion de France vers la Géorgie des citoyens géorgiens en situation irrégulière. Cette dernière clause est mise en pratique dès le 28 juin 2019 — un vol conduit de Toulouse à Tbilissi 26 familles géorgiennes en situation irrégulière —, et renouvelée le 4 octobre 2019 — un vol conduit de Rennes à Tbilissi 33 Géorgiens en situation irrégulière — entrainant la mobilisation d’associations caritatives. A contrario, les tribunaux administratifs n'annulent qu'exceptionnellement les avis d'expulsion. Sur les douze mois de l’année, 5 780 demandeurs d’asile géorgiens sont recensés par l’OFPRA, contingent suivant les Afghans et du même ordre que les Albanais et les Guinéens. La diaspora géorgienne en France estime la présence géorgienne, légale et illégale, sur le territoire français à 30 000 personnes, sans que ce chiffre puisse être validé.
Le 20 décembre 2019, la Cour d'assises d'Aix-en-Provence condamne trois Géorgiens — vivant en France et appartenant selon elle au crime organisé, les vory v zakone —, le premier à la réclusion à perpétuité, le second à sept ans et le troisième à six ans de prison,.

### Intégration et communautarisme
L'intégration à la société française s'effectue selon différents statuts, nationalité française (sur demande de naturalisation individuelle ou à la suite d'un mariage avec un citoyen français), bi-nationalité ou nationalité géorgienne : elle est facilitée par les enfants. Des noms d'origine géorgienne apparaissent dans les professions médicales, mais également au sein des professions libérales comme avocat,,, ou encore dans les milieux politiques. Les facteurs de facilitation sont multiples : les manifestations culturelles en liaison avec l'UNESCO et avec les artistes géorgiens se produisant en France (art lyrique, musique classique, cinéma, chants et danses traditionnels…), les résultats des sportifs géorgiens ou d'origine géorgienne en France, l'ouverture de restaurants géorgiens à Paris, Rennes, Caen, Nancy, Nice et Metz,, donnent une image positive de la Géorgie et encouragent les immigrés de la première génération à s’ouvrir à la société française.
Parmi les artistes géorgiens se produisant en France régulièrement peuvent être cités :

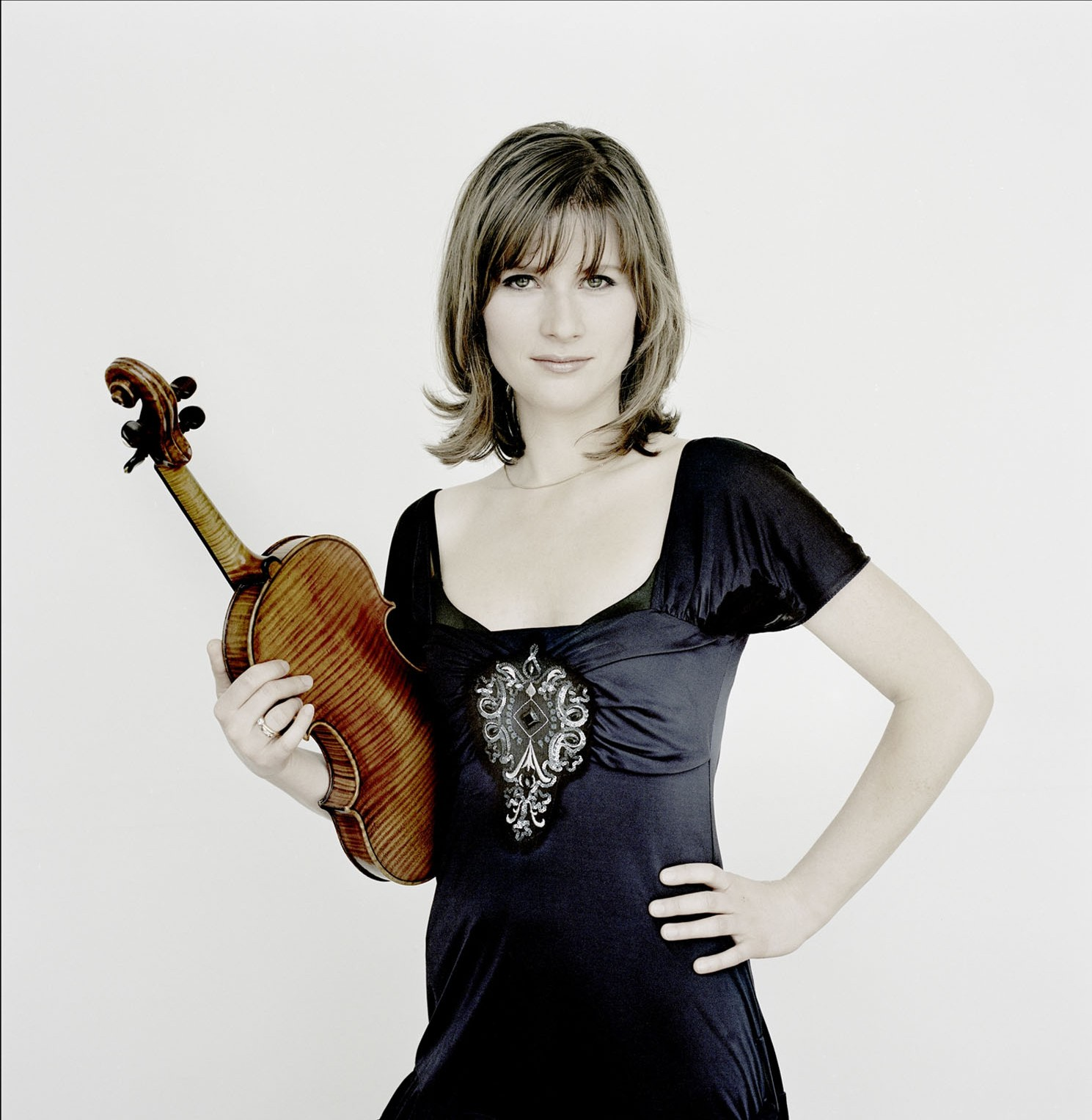
Lisa Batiashvili, violoniste
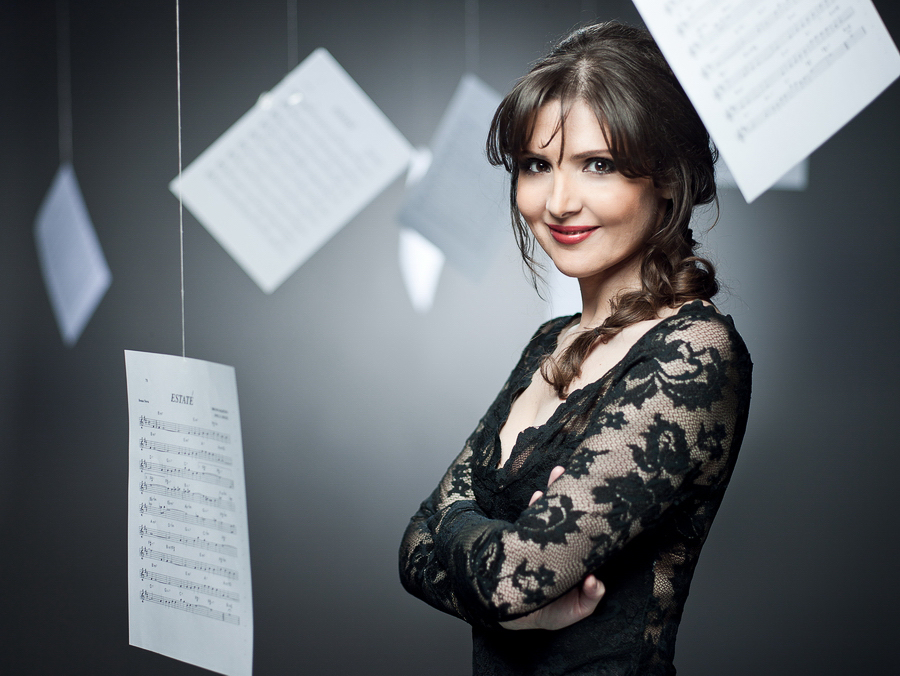
Elisso Bolkvadze, pianiste
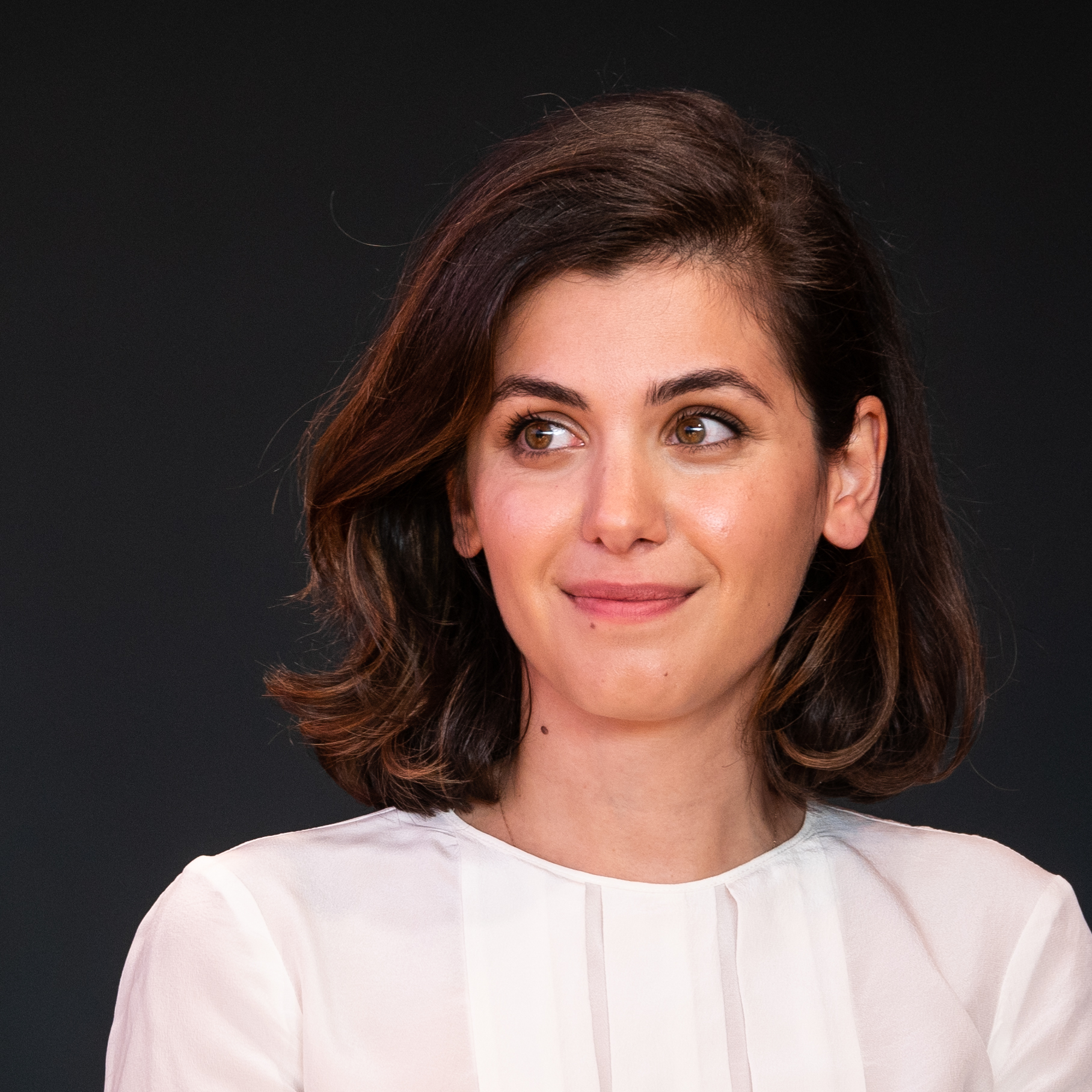
Katie Melua, chanteuse

Pour la deuxième génération l’école, le lycée et les études supérieures sont un premier facteur d’intégration, mais aussi le sport (judo, lutte) : le 4 novembre 2019 lors des championnats de France de Judo (1ère Division) à Amiens, 5 athlètes d'origine géorgienne combattent dans toutes les catégories (Luka Mkheidzé, Giga Abuashvili, Tornike Nadirashvili, Tristan Avaliani et Luka Lomidze) : Giga Abuashvili devient vice-champion de France (- 80 kg). A contrario, certains facteurs freinent l’intégration géorgienne : la mauvaise image des Géorgiens véhiculée par les communications régulières de la Gendarmerie, la Police et la Justice concernant les Vor v Zakone géorgiens, celle dressée par les médias sur l'explosion du nombre de demandes d'asile géorgiennes — parfois instrumentalisée en matière de politique intérieure française — ou le tourisme médical destiné aux soins gratuits, contribuent à un repli identitaire.
Le communautarisme est fragmenté par lieux géographiques, par la proximité de paroisses orthodoxes géorgiennes, par les clivages de politique intérieure géorgienne, mais parfois aussi par le clanisme selon l'historien français Pierre Razoux — auteur d'une "Histoire de la Géorgie" —. Il s'affirme par le biais d'associations d’amitié franco-géorgienne, par exemple à Paris, à Mulhouse, à Rennes, à Bergerac, ou encore lors de fêtes réunissant plusieurs centaines de personnes à huis clos : le domaine géorgien de Leuville-sur-Orge, récemment transféré à l'État géorgien, en accueille deux en 2019, l’une est organisée par la Paroisse orthodoxe géorgienne Sainte-Tamar de Villeneuve-Saint-Georges fondée en 2009 sous l'autorité directe de l'Église orthodoxe de Géorgie.

## Perspectives
L’émigration géorgienne vers la France au XXIe siècle s'oriente à la fois vers l’intégration, et à la fois vers le communautarisme : elle porte une double culture, parfois une bi-nationalité (possible pour les Géorgiens depuis le 1er janvier 2019), la liberté de mouvement entre Paris et Tbilissi, l'accès à l’économie française (et parfois aux aides sociales et médicales), mais aussi l’existence de structure de transmission à la deuxième génération (langue, danses et chants, religion, etc.) et la possibilité d’un retour éventuel au pays.
Le respect strict du droit français (et européen) et la compatibilité avec la politique d’immigration du gouvernement français, débattue en particulier à l’Assemblée nationale en octobre / novembre 2019 et recensant 3 231 823 étrangers légalement présents sur le territoire français, ne suffiront pas à éviter une situation de crise entre la France et la Géorgie, et en définitive la remise en cause de l'exemption européenne de visa pour les séjours de moins de 90 jours accordée aux citoyens géorgiens, si les causes réelles — politiques, économiques, tourisme médical… — de l'émigration ne sont pas éradiquées en Géorgie.

### Conséquences de la pandémie covid-19
La pandémie de covid-19 a déclenché chez certains émigrés géorgiens un réflexe spontané de retour au pays, pour des raisons psychologiques d’abord, économiques ensuite et sanitaires enfin. Malgré l’arrêt des liaisons internationales aériennes, les autorités géorgiennes ont organisé des vols spéciaux aboutissant à Tbilissi ou à Batoumi, avec mise en quarantaine des arrivants : ainsi 9 212 personnes avaient été rapatriées au total le 2 mai 2020 en provenance des pays européens, principalement par des vols charters de la compagnie nationale Georgian Airways — un seul vol a été organisé à partir de la France, pour une demande dix fois supérieure —. À la question sanitaire, puisque le gouvernement géorgien est réputé avoir mieux géré la situation que les gouvernements des pays d’Europe occidentale, s’est ajoutée la question économique : plusieurs centaines de citoyens géorgiens ont perdu leur emploi en France et se sont retrouvés en situation difficile ; l’Ambassade de Géorgie a multiplié les messages d’information précisant comment obtenir les aides alimentaires et d'hébergement, et permettant la compréhension des règles de confinement en France ; elle a mis en place une plate-forme téléphonique composée de 4 numéros, a recouru intensivement aux réseaux sociaux et documenté son site Internet en langue géorgienne,. Le ministère géorgien des Affaires étrangères a annoncé le 2 mai 2020 avoir secouru à l’étranger 18 033 personnes en extrême précarité. À moyen terme il est probable que la crise sanitaire et économique n'encourage pas le flux de migration géorgienne vers la France.